# 中部地方
中部地方（ちゅうぶちほう）は、日本の地域の1つで、近代以降における本州中央部の地方。その範囲に法律上の明確な定義はないが、一般的に愛知県名古屋市を最大都市とする地方を指す。
日本列島の中央に位置する。関東地方・東北地方と近畿地方の間に挟まれた地域を指し、これらのいずれにも分類されない地域に対する暫定的な呼び名として明治後期に用いられ始めた。広義では、七地方区分やそれに類似する範囲を慣用的に指す場合が多いが、狭義（企業・官庁の管轄エリア名など）では、東海地方や中京圏に類似した範囲を指すこともある。
七地方区分では以下の9つの県を含み、さらに日本海に面する北陸地方、内陸部の中央高地（東山地方）、太平洋に面する東海地方の3つの下位区分がある。
- 北陸地方：新潟県、富山県、石川県、福井県
- 中央高地：山梨県、長野県、岐阜県飛騨地方
- 東海地方：愛知県、岐阜県美濃地方、静岡県

## 分類

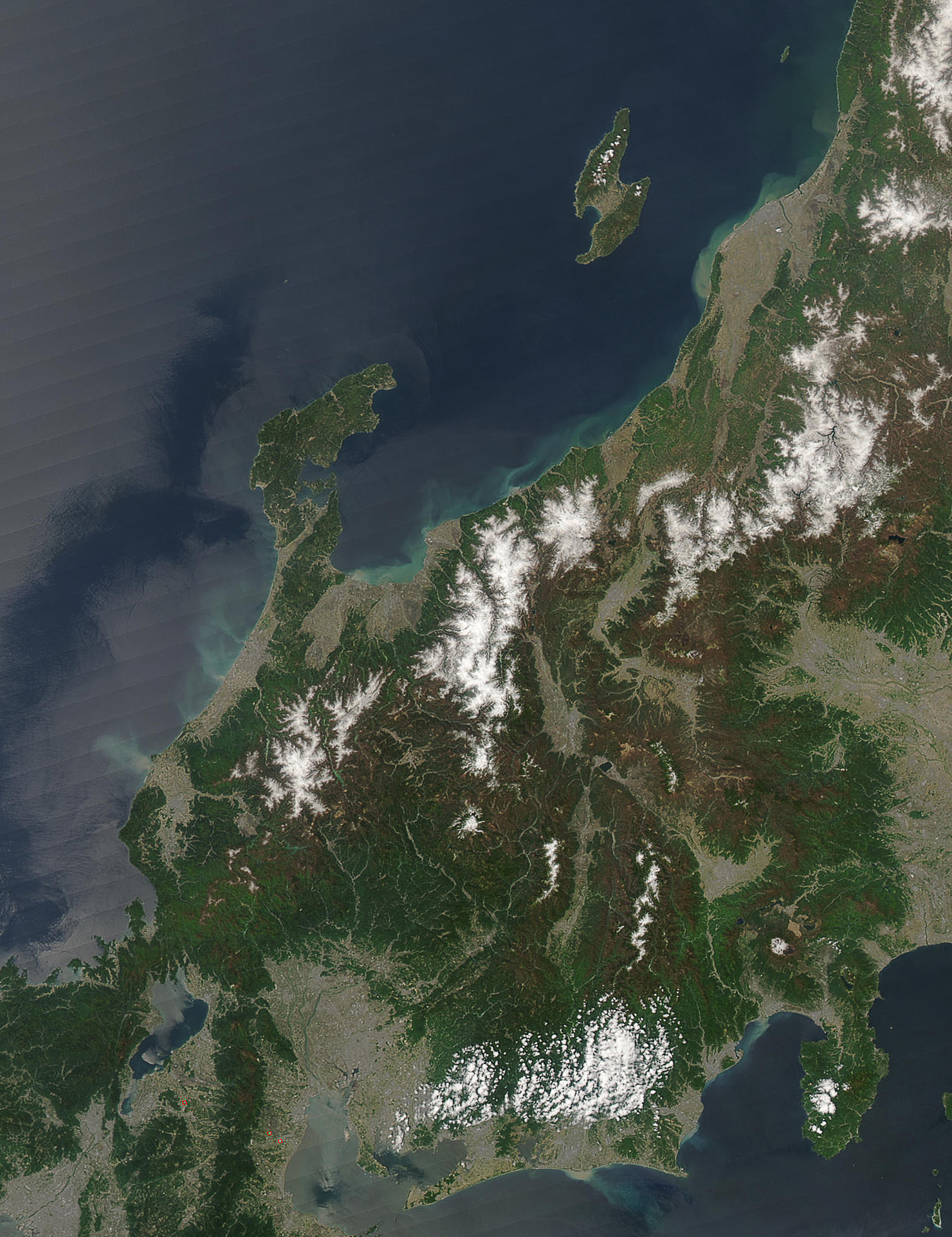
中部地方（2003年5月）

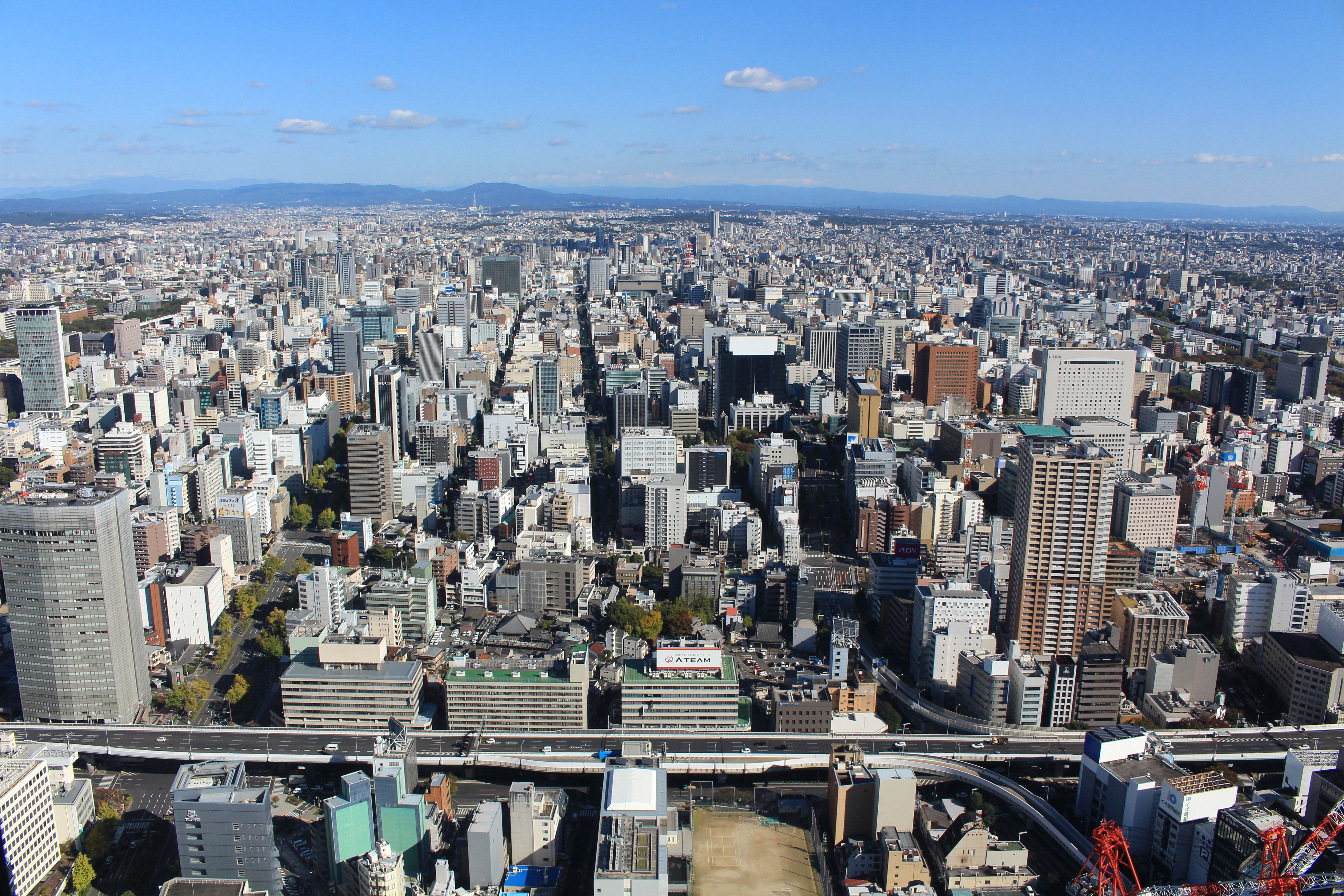
中部地方最大の都市である愛知県名古屋市の都心部

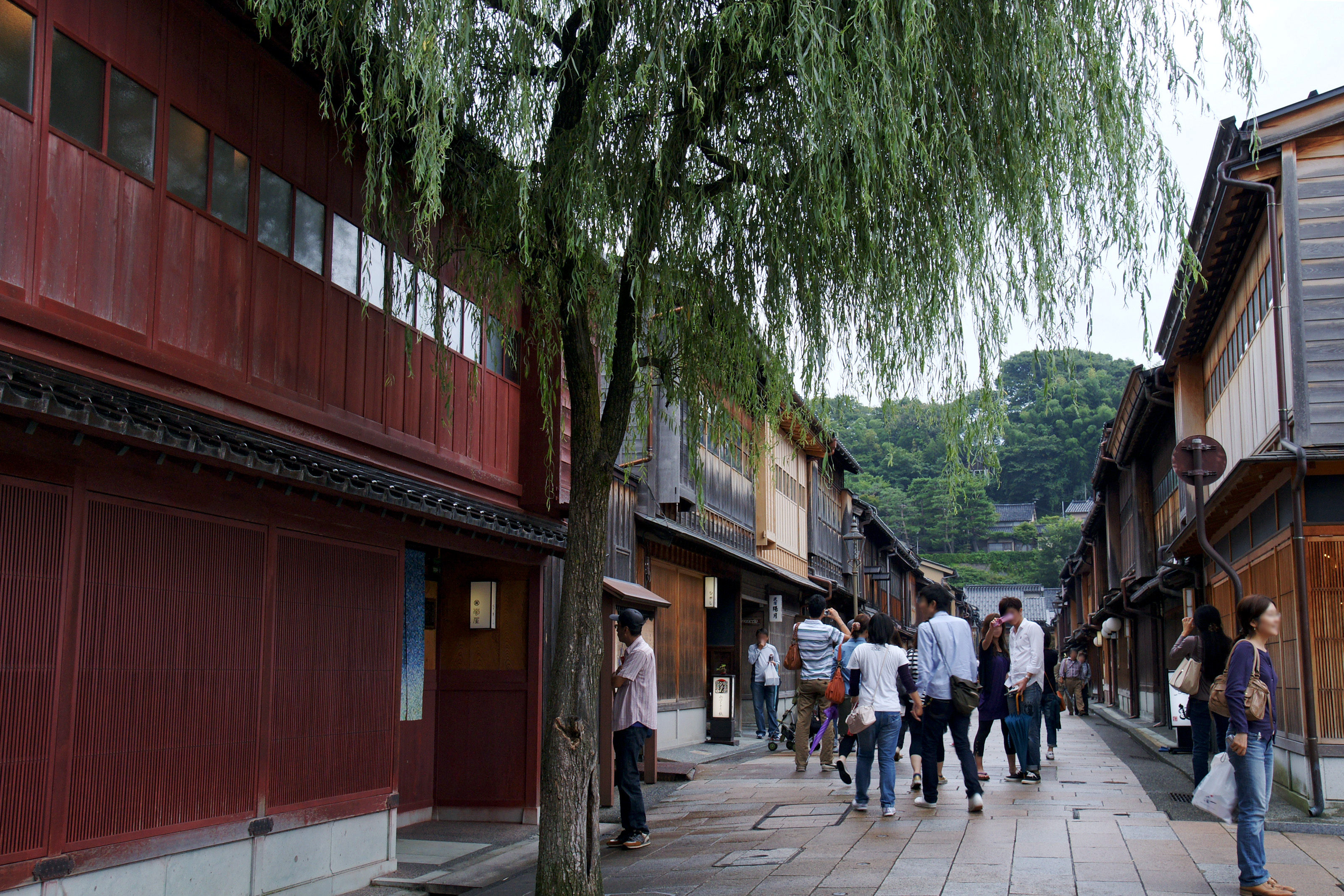
歴史的な町並みが残る石川県金沢市の東山ひがし茶屋街

交通史での用語
- 日本海側：北陸道
- 内陸側：東山道（街道名では中山道）
- 太平洋側：東海道

### 現代における地域分類
中央部に険しい日本アルプスがそびえること、日本の経済・文化の東西の中心地である東京と大阪の中間に位置することから、中部地方は東側と西側でも様々な面で違いがあり、地方としての一体の結びつきは他の地方ほど強くない。大まかにいえば、文化面では糸魚川大井川線、地質や植生ではフォッサマグナが東西の境界となる。文化的・経済的統一感に欠ける中部地方という概念に対して、都市圏を中心とした以下の地域分類の方がインフラやメディアが発達した現代の実態により即していると言える。中央省庁の地方支分部局（出先機関）においても下記の地域分類が用いられることが多い。なお、以下の地域分類は一般的な例の一つであり、公的機関や民間企業によってその管轄の範囲は様々である。
- 関東甲信越

糸魚川浜名湖線から東側は広域関東圏に含まれることがあり、特に東京都に隣接する山梨県は首都圏の一角を占めていて、文化・スポーツ面では、関東ブロックの大会（箱根駅伝など）への参加が圧倒的である。加えて、新潟県、長野県も新幹線や高速道路でのアクセスのよい関東地方（特に東京）との結びつきが強い。そのため関東地方の外縁部に当たる甲信越（山梨県・長野県・新潟県）の3県は関東甲信越地方と分類されることが多い。
- 東海地方

他方で愛知県名古屋市を中心とする地域では、日本三大都市圏の1つである中京大都市圏が形成されている。歴史的には近畿地方に属している三重県は県北部（北勢）を中心に経済やメディアで愛知県（特に名古屋）と繋がりの強いため、太平洋に面していない内陸県の岐阜県とともに、東海地方として扱われることが一般的である（詳しくは「東海3県」「中京圏」「名古屋都市圏」を参照）。一方で、東海地方東部に位置する静岡県は地理的に東西に広いため、一般的には名古屋を中心とした上記のような都市圏には含まれない。静岡県西部は愛知県、県東部は首都圏との繋がりが強い。静岡県は関東地方と同一の管轄である場合もある。
- 北陸地方

日本海側に面する北陸地方の4県については、経済的・文化的なブロックを形成している北陸3県（富山県・石川県・福井県）と、関東甲信越の一角である新潟県は異なる分類をされることもあり、単に北陸地方と言った場合に北陸3県を指す場合も多い。なお、福井県は近畿地方と同一の管轄である場合もある。
なお、各県内でも河川の流域や交通事情などによって細かに違いがある（静岡県伊豆地域、三重県伊賀地域、福井県嶺南など）。

## 範囲

### 慣用的な「中部地方」の範囲
前述のように「中部地方」の範囲に対して法律上の明確な定義は存在しないため、慣用的に様々な範囲が用いられている。三重県は地理的な要因では中部地方ではなく近畿地方に含める場合が多い。なお、中部圏開発整備法において法律的に定められた「中部圏」（富山県、石川県、福井県、長野県、岐阜県、静岡県、愛知県、三重県、滋賀県）については、本項では取り上げない（該当記事を参照）。
以下はその一部。
1. 新潟県、富山県、石川県、福井県、山梨県、長野県、岐阜県、静岡県、愛知県（三重県は近畿地方に含む[注釈 5]。社会科や地理ではこの範囲を示した教科書が多い）
2. 三重県を含むもの[要出典]
3. 三重県を含み山梨県を除いたもの（山梨県は関東地方に含む）
4. 糸魚川浜名湖線以東の各県（新潟県、山梨県、長野県、静岡県）を除き、三重県を含むもの。この場合、糸魚川浜名湖線以東の各県は「関東甲信越静地方1都10県」に含む。

### 法律・計画上の位置づけ
1. 中央計画素案・同要綱案[9]
  - 関東：山梨県 - 静岡県東部 ほか
  - 北陸：福島県南部 - 新潟県 - 富山県 - 石川県 - 福井県の一部 - 長野県の一部 - 岐阜県の一部
  - 東海：愛知県 - 静岡県西部 - 三重県の一部 - 岐阜県の一部 - 長野県の一部
  - 近畿：福井県の一部 - 三重県の一部 ほか
2. 戦時国土計画素案での分類[9]
  - 中部：静岡県 - 愛知県 - 岐阜県 - 三重県 - 富山県 - 石川県 - 福井県
  - 関東：新潟県 - 山梨県 - 長野県 ほか

### 「中部」を冠する国家機関・企業・法人の管轄エリア
「中部」の名を冠する国家機関・企業・法人は名古屋に拠点を置きその周囲のエリアを管轄する例が多く、七地方区分と比較してそのエリアは狭い。この場合、新潟県や山梨県など名古屋よりも東京に近いエリアは東京に置かれた拠点の管轄となる例が多い。
1. 人事院中部事務局
  - 富山県 - 石川県 - 福井県 - 岐阜県 - 静岡県 - 愛知県 - 三重県
2. 公正取引委員会中部事務所
  - 富山県 - 石川県 - 岐阜県 - 静岡県 - 愛知県 - 三重県
3. 警察庁中部管区警察局
  - 富山県 - 石川県 - 福井県 - 岐阜県 - 愛知県 - 三重県
4. 総務省中部管区行政評価局
  - 富山県 - 石川県 - 福井県 - 岐阜県 - 静岡県 - 愛知県 - 三重県
5. 公安調査庁中部公安調査局
  - 岐阜県 - 愛知県 - 三重県 - 富山県 - 石川県 - 福井県
6. 林野庁中部森林管理局
  - 富山県 - 長野県 - 岐阜県 - 愛知県
7. 経済産業省 中部経済産業局
  - 富山県 - 石川県 - 岐阜県 - 愛知県 - 三重県
    - なお、電力事業については静岡県富士川以西および長野県、都市ガス事業については静岡県西部も含む。
8. 国土交通省中部地方整備局
  - 長野県（南部） - 岐阜県（河川部、木曽川水系・庄内川水系、矢作川水系） - 静岡県（富士川水系を除く） - 愛知県 - 三重県
9. 国土交通省中部運輸局
  - 福井県 - 岐阜県 - 静岡県 - 愛知県 - 三重県
10. 国土地理院中部地方測量部
  - 岐阜県 - 静岡県 - 愛知県 - 三重県
11. 環境省中部地方環境事務所
  - 富山県 - 石川県 - 福井県 - 長野県 - 岐阜県 - 愛知県 - 三重県
12. 防衛省近畿中部防衛局 ・（および陸上自衛隊中部方面隊第10師団）
  - 富山県 - 石川県 - 福井県 - 岐阜県 - 愛知県 - 三重県
13. 都市再生機構中部支社 
  - 富山県 - 石川県 - 岐阜県 - 静岡県 - 愛知県 - 三重県（名張市を除く）
14. 日本赤十字社中部ブロック（第3ブロック）
  - 石川県 - 富山県 - 福井県 - 長野県 - 岐阜県 - 静岡県 - 愛知県 - 三重県
15. 中部電力パワーグリッドの管轄
  - 長野県 - 岐阜県（下記一部除く） - 静岡県（富士川以西） - 愛知県 - 三重県（熊野市以南を除く）
16. au（KDDI）の中部サービスエリア
  - 長野県 - 岐阜県 - 静岡県 - 愛知県 - 三重県
17. 全国知事会中部圏知事会議
  - 富山県 - 石川県 - 福井県 - 長野県 - 岐阜県 - 静岡県 - 愛知県 - 三重県　- 滋賀県
18. 中部経済連合会
  - 長野県 - 岐阜県 - 静岡県 - 愛知県 - 三重県
19. 緊急消防援助隊の中部ブロック
  - 富山県 - 石川県 - 福井県 - 岐阜県 - 静岡県 - 愛知県 - 三重県

## 地理
本節では、七地方区分に基づく範囲について述べる。

### 気候
日本海側気候

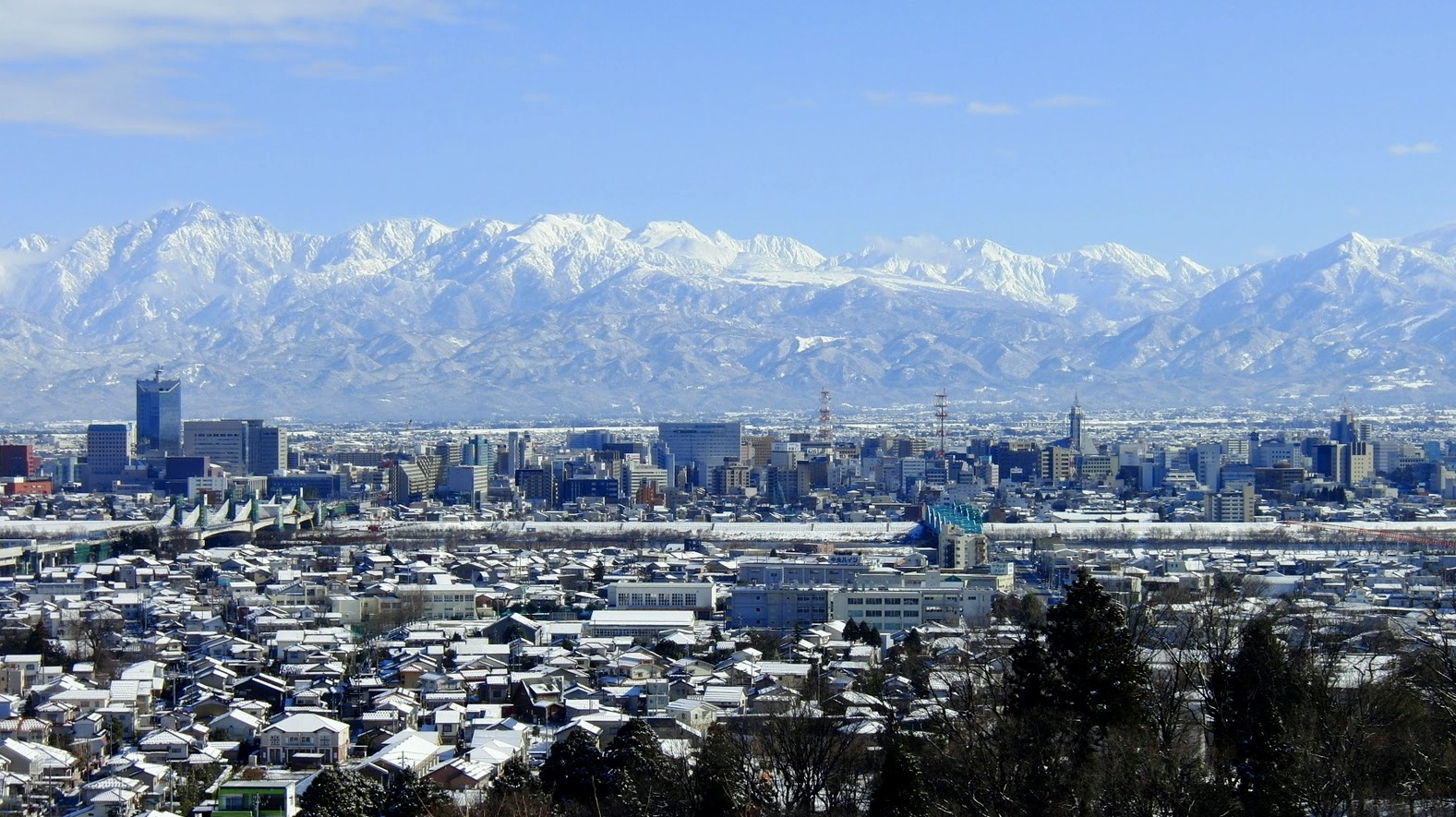
呉羽山からみた
冬の富山市街と立山連峰

- 北陸地方、長野県、岐阜県の豪雪地帯は世界的に見ても人の生活圏としては珍しい程の豪雪地帯である。

中央高地式気候
- 山梨県、長野県（日本海側気候の地域を除く）は寒暖差が烈しく、日本アルプスを抱える地方である。

太平洋側気候
- 静岡県、愛知県などの東海地方は、特に平野部では温暖な気候となる。

### 地形

#### 山脈･山地

中部地方の主要地形

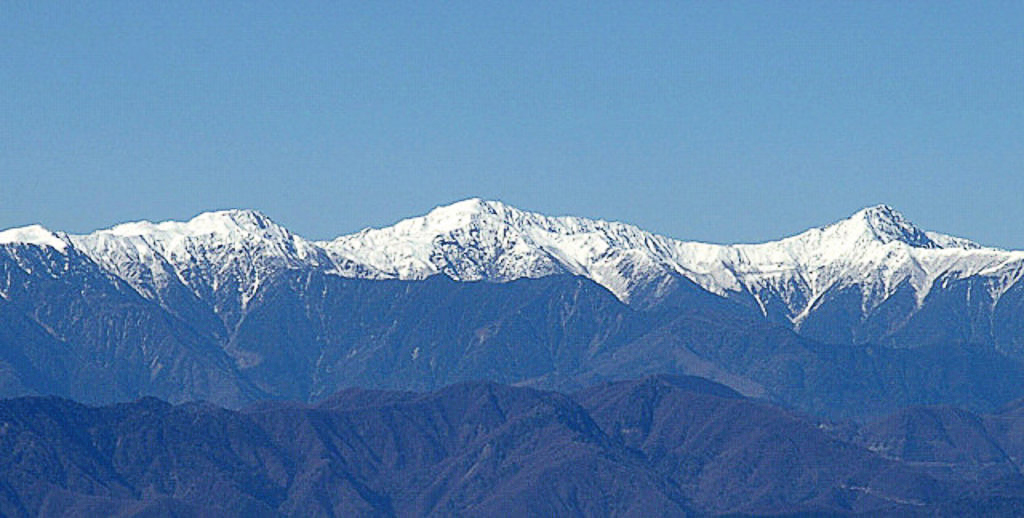
白峰三山と赤石山脈

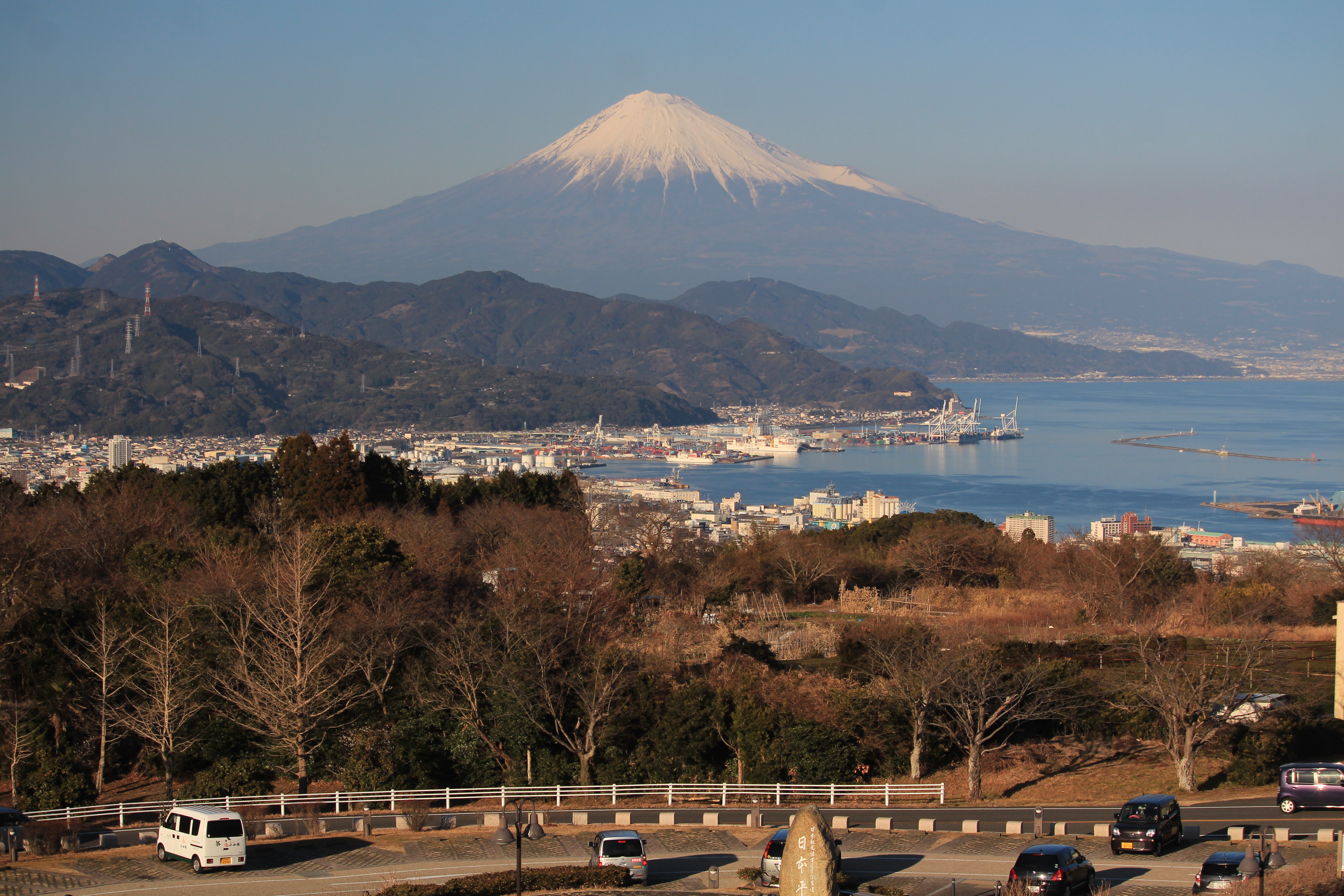
日本平から見た静岡市の清水港と日本最高峰富士山

主な山脈
- 越後山脈
- 三国山脈
- 飛騨山脈
- 木曽山脈
- 赤石山脈

主な山地
- 両白山地
- 関東山地
- 朝日山地
- 飯豊山地
- 御坂山地
- 身延山地
- 伊那山地
- 野坂山地
- 伊吹山地
- 養老山地

主な丘陵
- 魚沼丘陵
- 東頸城丘陵
- 尾張丘陵

主な高地
- 飛騨高地
- 丹波高地

主な盆地

- 甲府盆地
- 長野盆地
- 松本盆地
- 諏訪盆地

主な山
- 富士山
- 北岳
- 穂高岳
- 間ノ岳
- 槍ヶ岳
- 荒川岳
- 赤石岳
- 唐松岳
- 御嶽山
- 塩見岳
- 仙丈ヶ岳
- 農鳥岳
- 乗鞍岳
- 聖岳
- 立山（大汝山）
- 剱岳
- 毛勝山
- 木曽駒ヶ岳
- 薬師岳
- 白馬岳
- 黒部五郎岳
- 白木峰
- 金剛堂山
- 八ヶ岳
- 笠ヶ岳
- 白山
- 金峰山
- 浅間山
- 新潟焼山
- 妙高山
- 恵那山
- 美ヶ原
- 有明山
- 黒姫山
- 能郷白山
- 茶臼山
- 天城山
- 伊吹山
- 秋葉山
- 弥彦山
- 金華山
- 小牧山

#### 河川

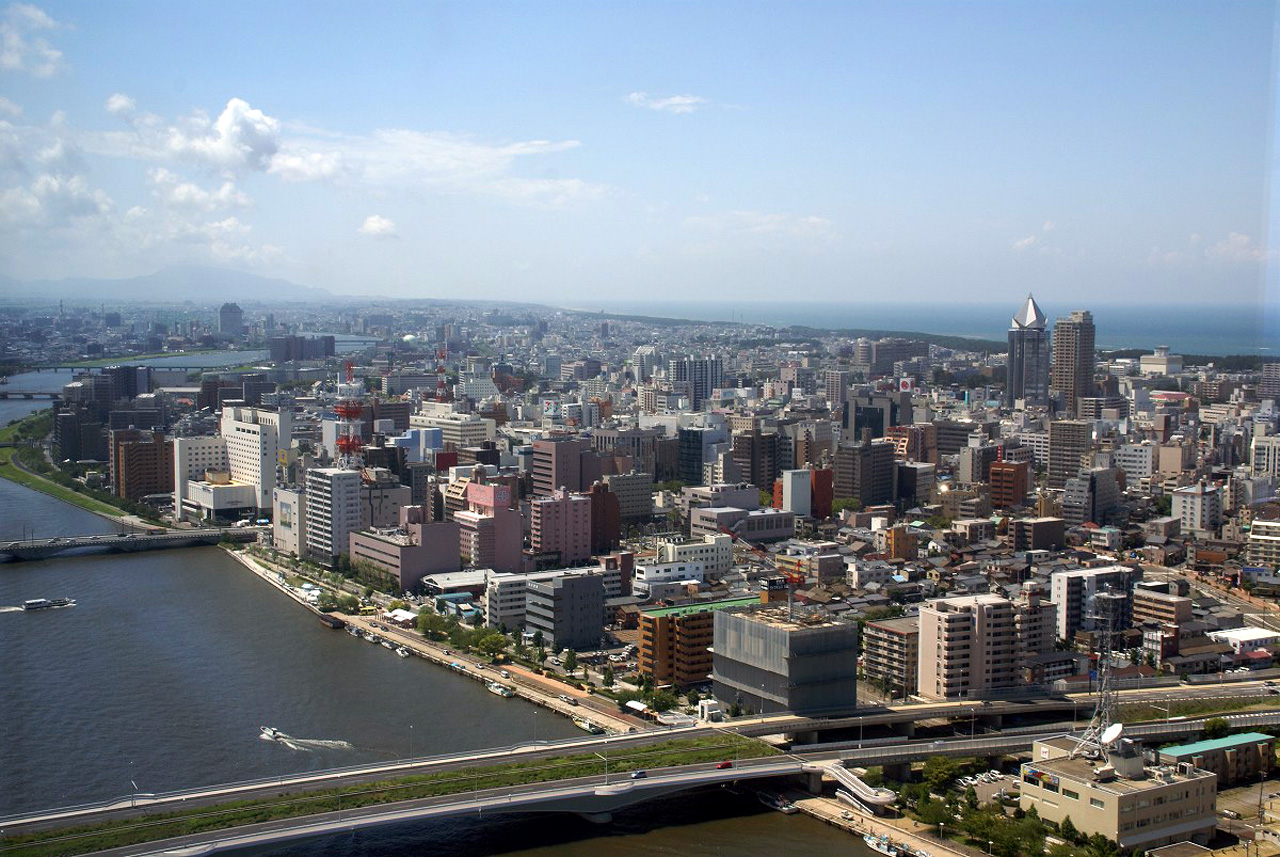
新潟市都心部を流れる
日本最長の信濃川

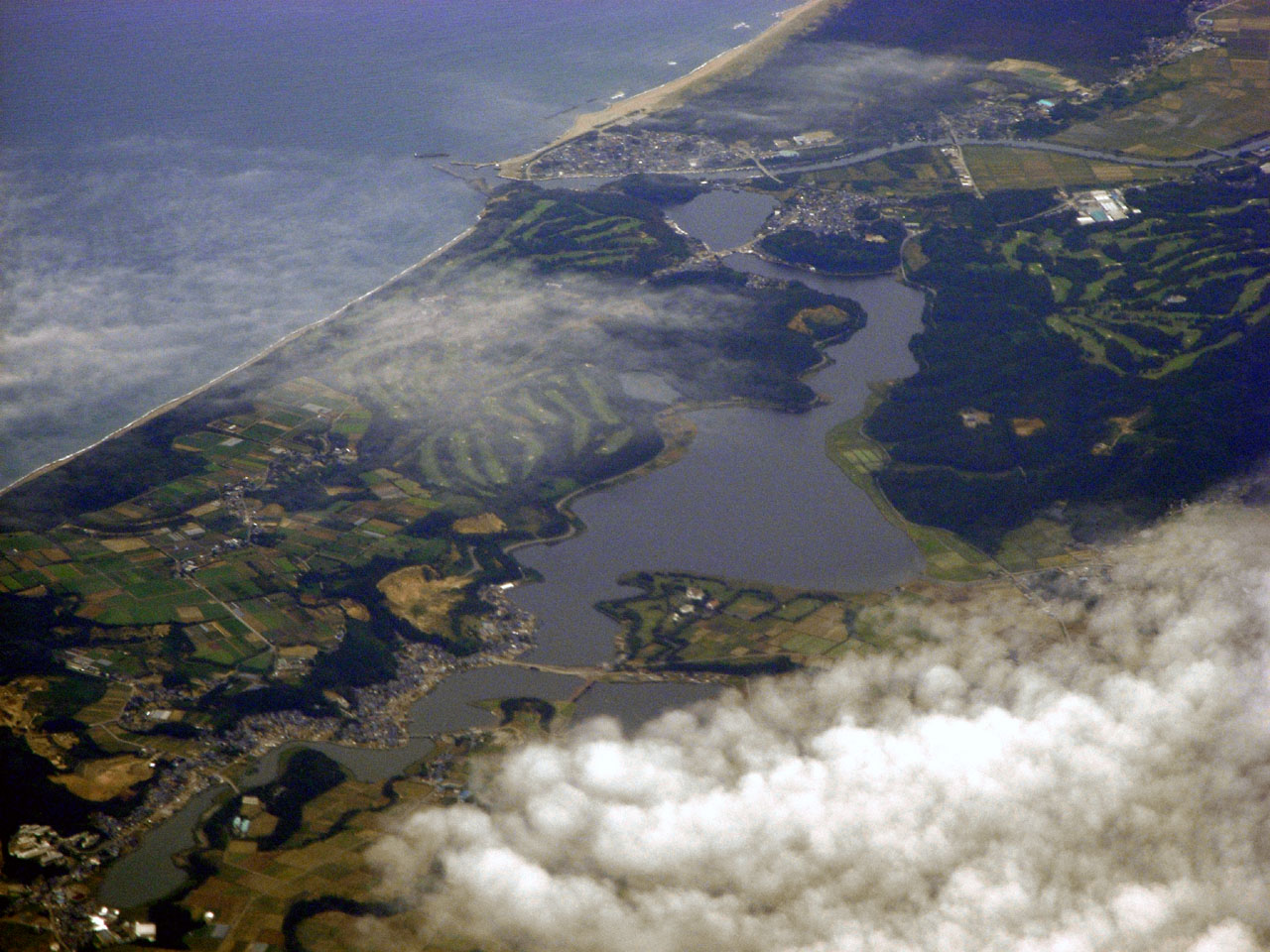
大聖寺川河口と北潟湖

一級河川
- 荒川
- 阿賀野川
  - 只見川
- 信濃川（千曲川）
  - 犀川（梓川）
  - 魚野川
- 関川
- 姫川
- 黒部川
- 常願寺川
- 神通川（宮川）
- 庄川
- 小矢部川
- 手取川
- 梯川
- 九頭竜川
- 北川
- 狩野川
- 富士川（釜無川）
  - 笛吹川
- 安倍川
- 大井川
- 菊川
- 天竜川
- 豊川
- 矢作川
- 庄内川
- 木曽三川（木曽川、長良川、揖斐川）
  - 飛騨川

二級河川
- 三面川（新潟県）
- 胎内川（新潟県）
- 加治川（新潟県）
- 鯖石川（新潟県）
- 国府川（新潟県）
- 片貝川（富山県）
- 早月川（富山県）
- 犀川（石川県）
- 大聖寺川（石川県）
- 瀬戸川（静岡県）
- 太田川（静岡県）
- 馬込川（静岡県）
- 都田川（静岡県）
- 境川（愛知県）
- 天白川（愛知県）
- 日光川（愛知県）

#### 湖沼
主な湖
- 加茂湖
- 瓢湖
- 銀山湖
- 松原湖
- 野尻湖
- 仁科三湖（青木湖、中綱湖、木崎湖）
- 黒部湖
- 有峰湖
- 加賀三湖
- 北潟湖
- 三方五湖

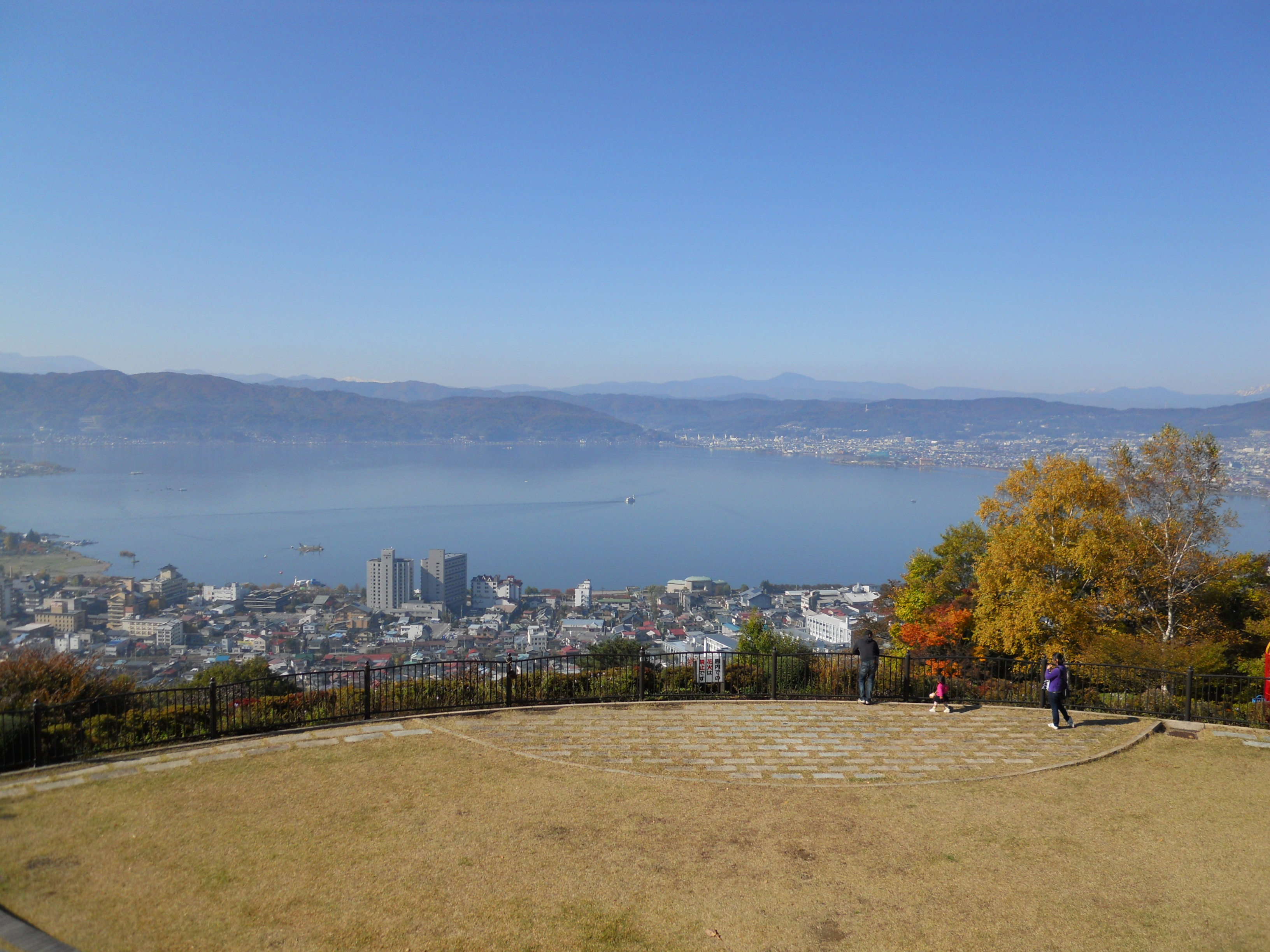
立石公園から見た
諏訪市と諏訪湖

- 富士五湖（山中湖、河口湖、精進湖、本栖湖、西湖）
- 田貫湖
- 白樺湖
- 諏訪湖
- 佐鳴湖
- 浜名湖
- 徳山湖

主な池
- ミクリガ池
- 大正池
- 入鹿池

主な干潟
- 鳥屋野潟
- 河北潟

#### 海岸
- 駿河海岸 (静岡県)
- 伊勢湾西南海岸 (三重県)
- 富士海岸 (静岡県)

主な湾
- 両津湾
- 真野湾
- 佐渡海峡
- 富山湾
- 七尾湾
- 九十九湾

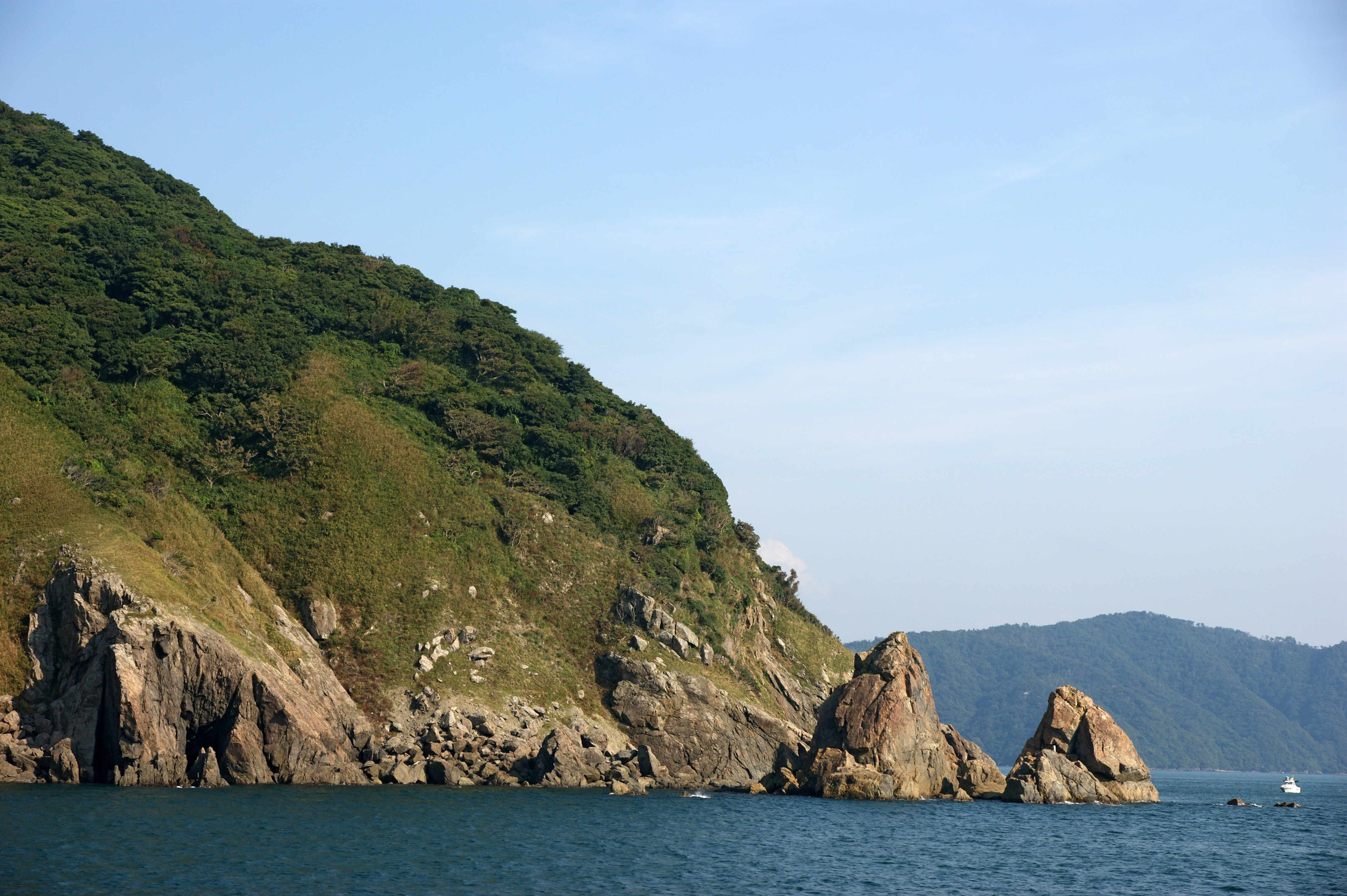
若狭湾にある蘇洞門

- 若狭湾（高浜湾、小浜湾、矢代湾、世久見湾、敦賀湾、内浦湾）
- 相模湾
- 駿河湾
- 三河湾（知多湾･衣浦湾、渥美湾･田原湾）
- 伊勢湾

主な浜
- 千里浜
- 内灘海岸（内灘砂丘）
- 表浜海岸 （伊古部海岸)
- 恋路ヶ浜

主な灘
- 遠州灘
- 相模灘

#### 岬
- 立石岬
- 珠洲岬
- 越前岬
- 東尋坊
- 城ヶ崎
- 石廊崎
- 御前崎
- 伊良湖岬
- 羽豆岬

#### 半島

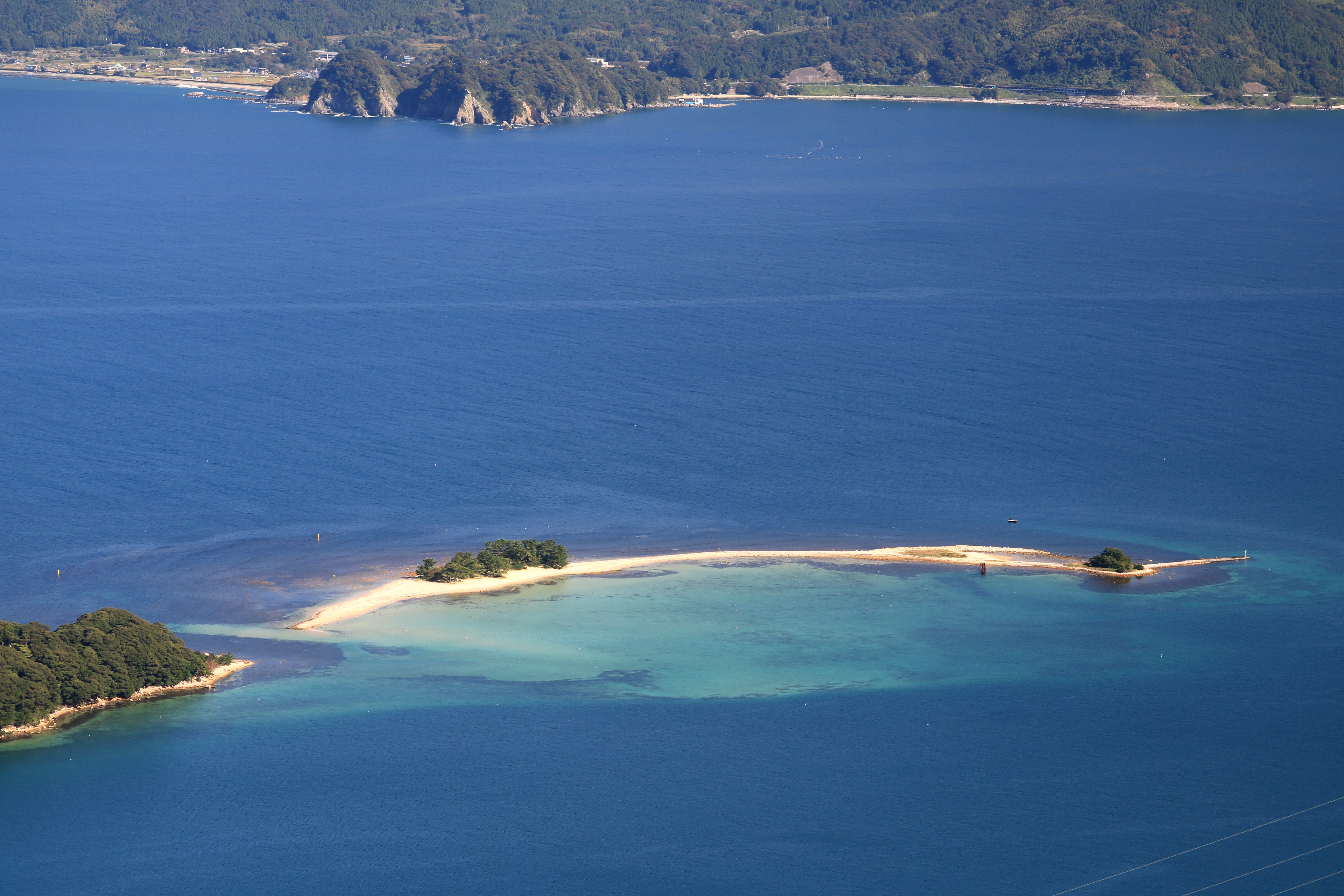
敦賀半島

- 能登半島
- 敦賀半島
- 伊豆半島
- 知多半島
- 渥美半島
- 西浦半島

#### 島嶼

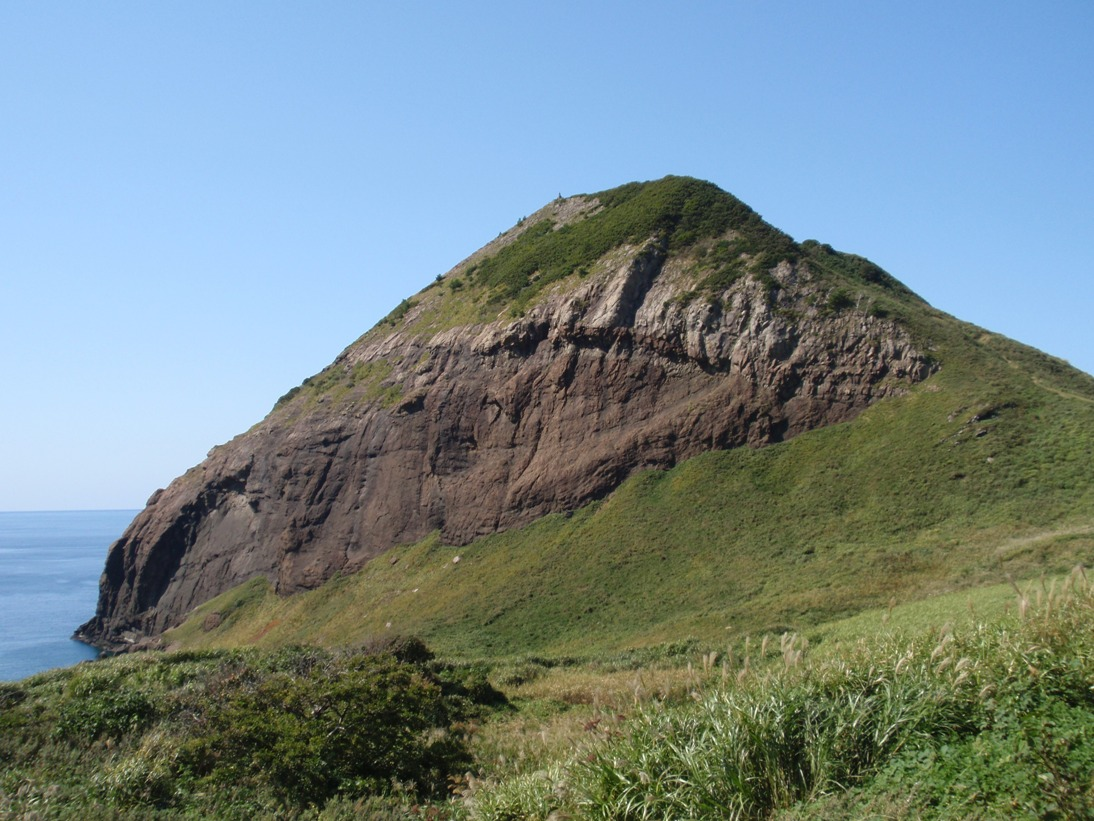
佐渡島の大野亀岩

主な島
- 佐渡島
- 粟島
- 能登島
- 舳倉島
- 雄島
- 初島
- 佐久島
- 日間賀島
- 篠島

#### 平野

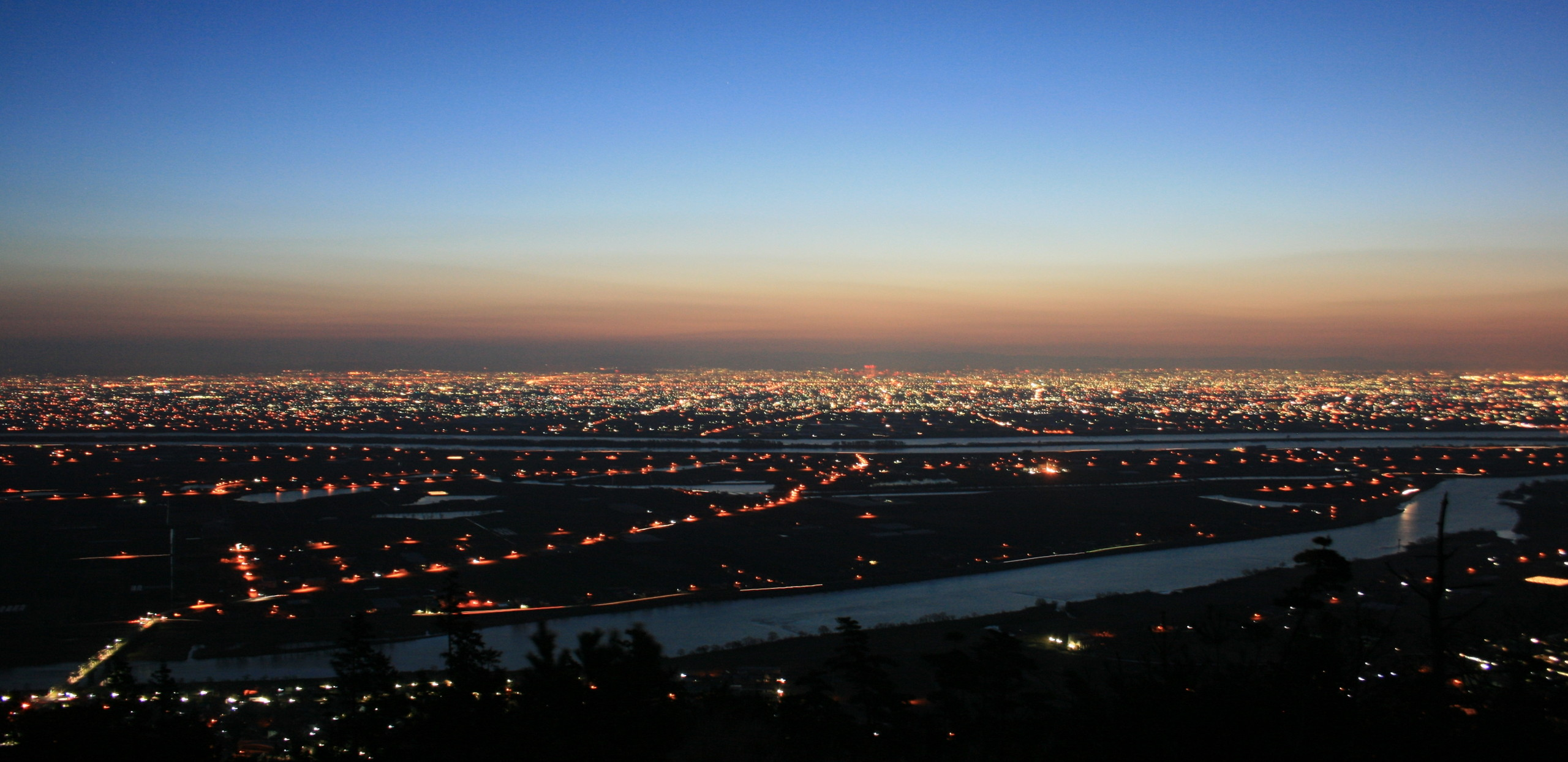
養老山地の石津御嶽から望む濃尾平野の夜景

- 越後平野
- 高田平野
- 黒部川扇状地
- 富山平野
- 砺波平野
- 金沢平野
- 福井平野
- 国中平野
- 田方平野
- 岳南平野
- 静岡平野
- 志太平野
- 遠州平野
- 濃尾平野
- 岡崎平野
- 豊橋平野

#### 盆地

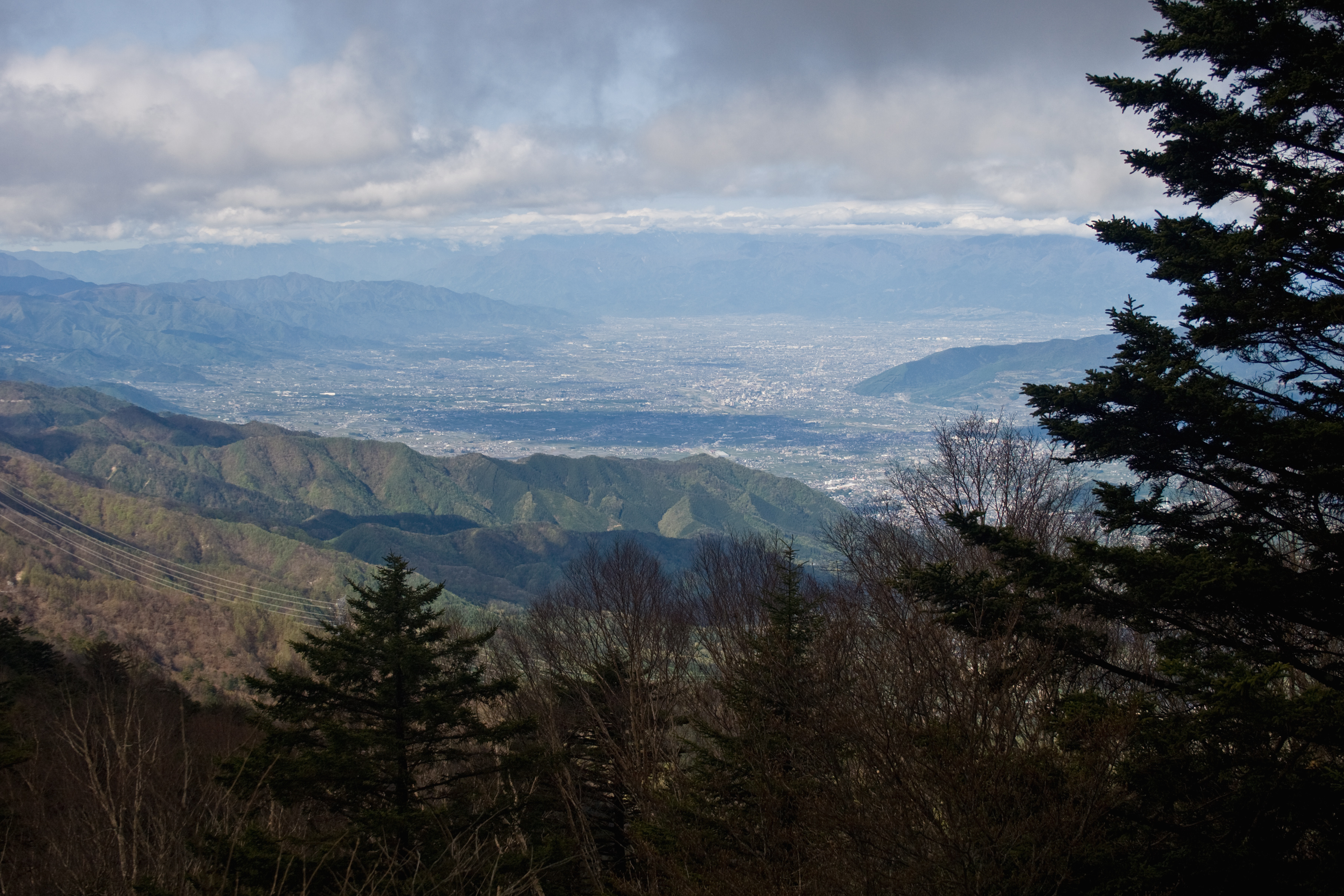
大菩薩嶺から見た甲府盆地

- 十日町盆地
- 魚沼盆地
- 長野盆地
- 佐久盆地
- 上田盆地
- 松本盆地
- 高山盆地
- 大野盆地
- 甲府盆地
- 白馬盆地
- 諏訪盆地

#### 台地

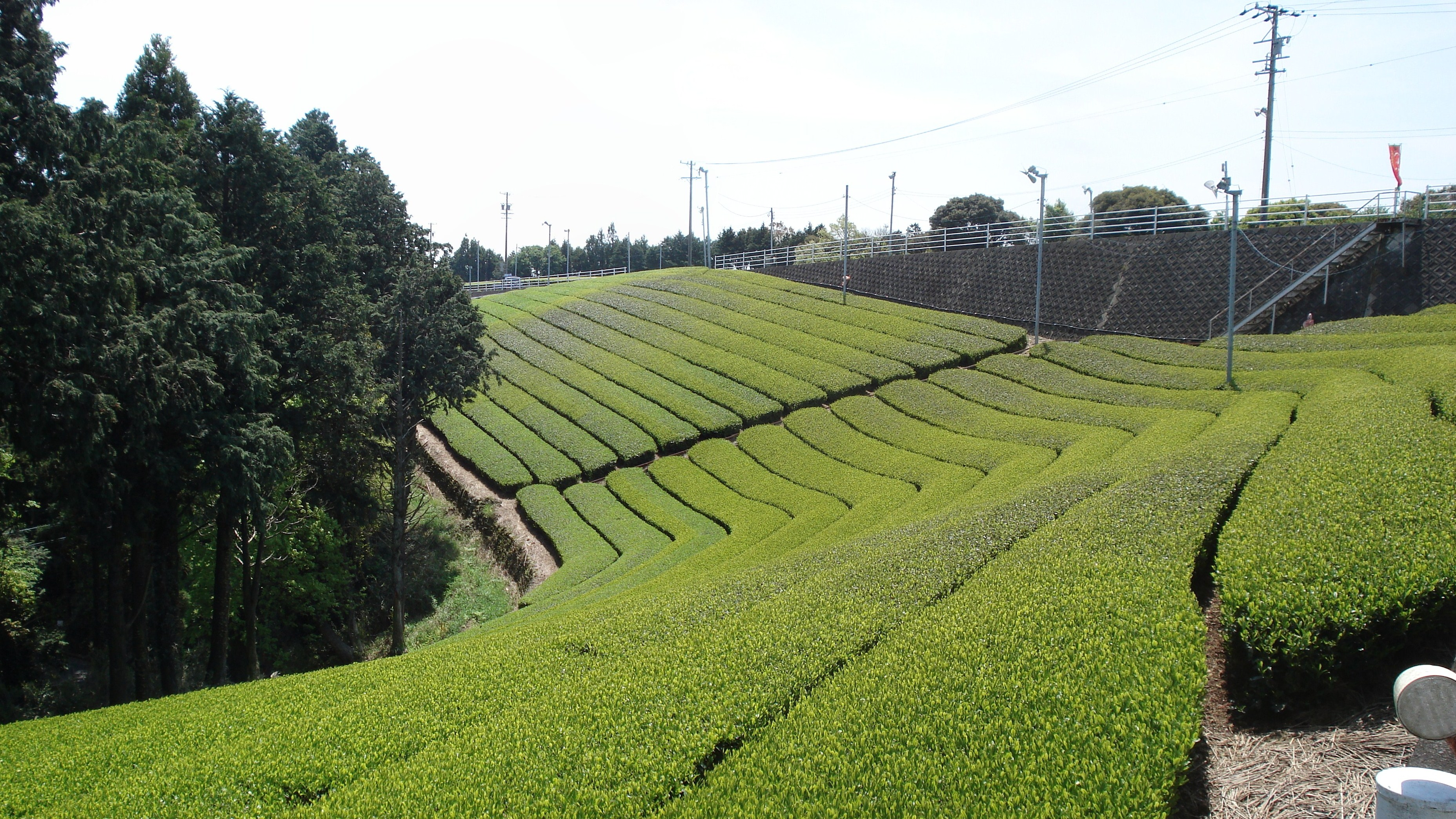
茶畑が広がる牧之原台地

- 牧之原台地
- 磐田原台地
- 三方原台地
- 各務原台地

#### 高原

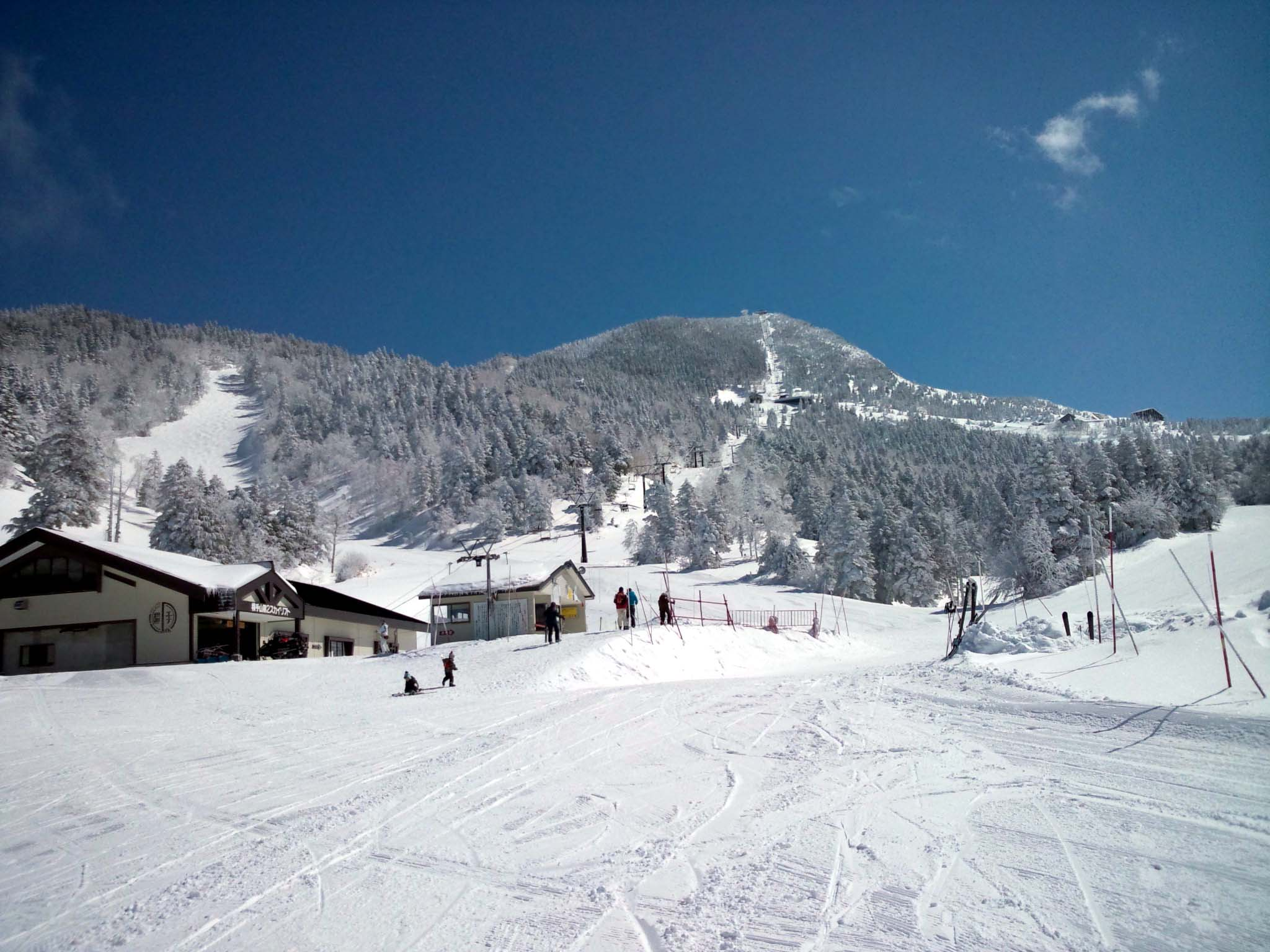
横手山の志賀高原スキー場

- 妙高高原
- 志賀高原
- 菅平高原
- 野辺山高原
- 清里高原
- 白樺高原
- 飯綱高原
- 乗鞍高原
- 聖高原
- 立山高原
- 雲ノ平高原
- 伊豆高原
- 朝霧高原
- 開田高原
- 美濃三河高原
- ひるがの高原
- 揖斐高原

## 人口
本節では、七地方区分に基づく範囲について述べる。
| ISO 3166-2 | 都道府県名 | 全国順位 | 人口       | 割合  |
| ---------- | ---------- | -------- | ---------- | ----- |
| JP-15      | 新潟県     | 14       | 2,455,741  | 1.9%  |
| JP-16      | 富山県     | 38       | 1,116,926  | 0.9%  |
| JP-17      | 石川県     | 35       | 1,179,168  | 0.9%  |
| JP-18      | 福井県     | 43       | 827,110    | 0.6%  |
| JP-19      | 山梨県     | 41       | 887,595    | 0.7%  |
| JP-20      | 長野県     | 16       | 2,214,757  | 1.7%  |
| JP-21      | 岐阜県     | 17       | 2,115,336  | 1.7%  |
| JP-22      | 静岡県     | 10       | 3,792,982  | 3.0%  |
| JP-23      | 愛知県     | 4        | 7,161,891  | 5.6%  |
| 合計       | 合計       | 合計     | 23,615,691 | 18.5% |

- 順位・人口・割合は2003年10月1日のデータによる。

### 主要都市

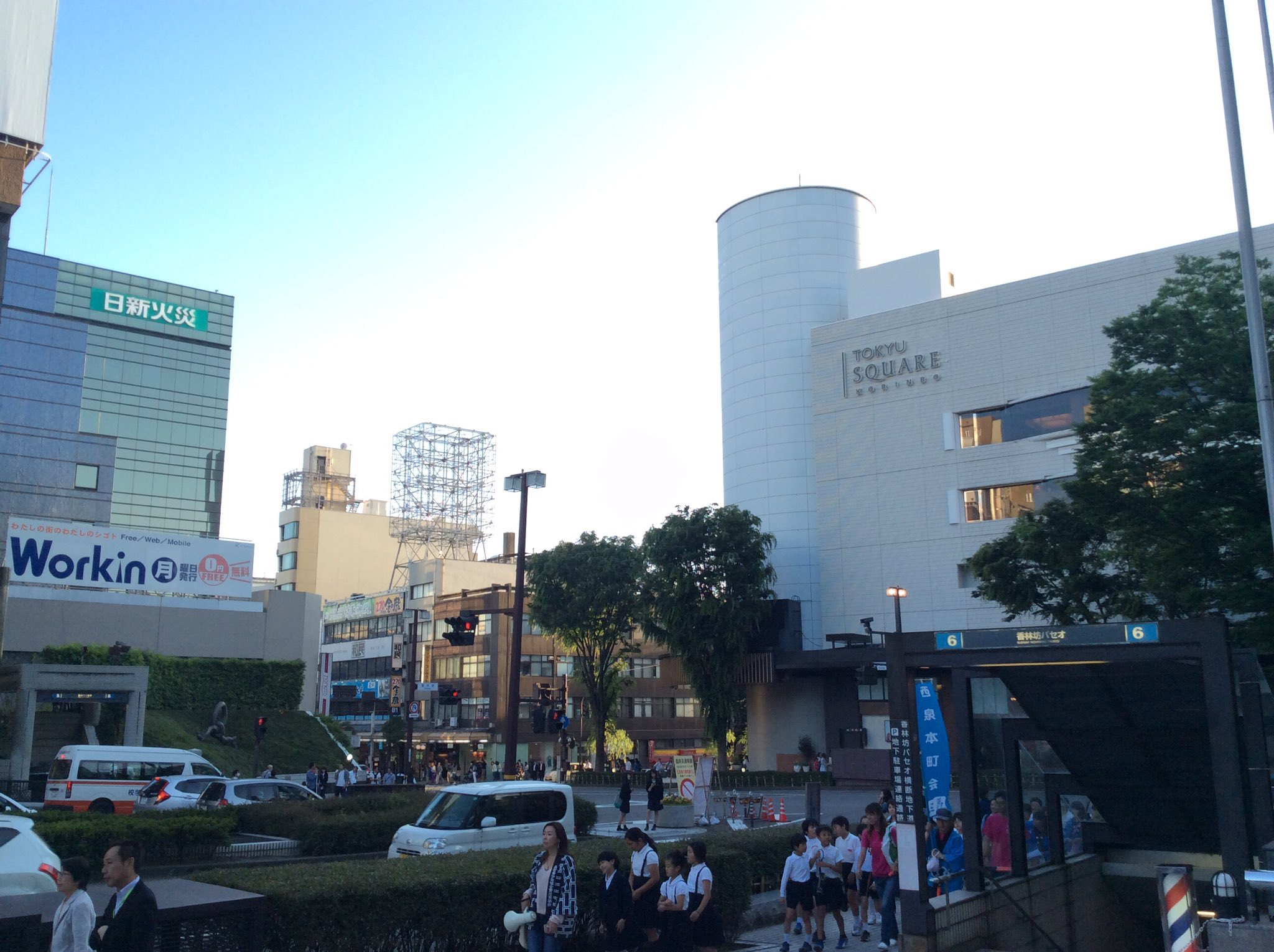
金沢市
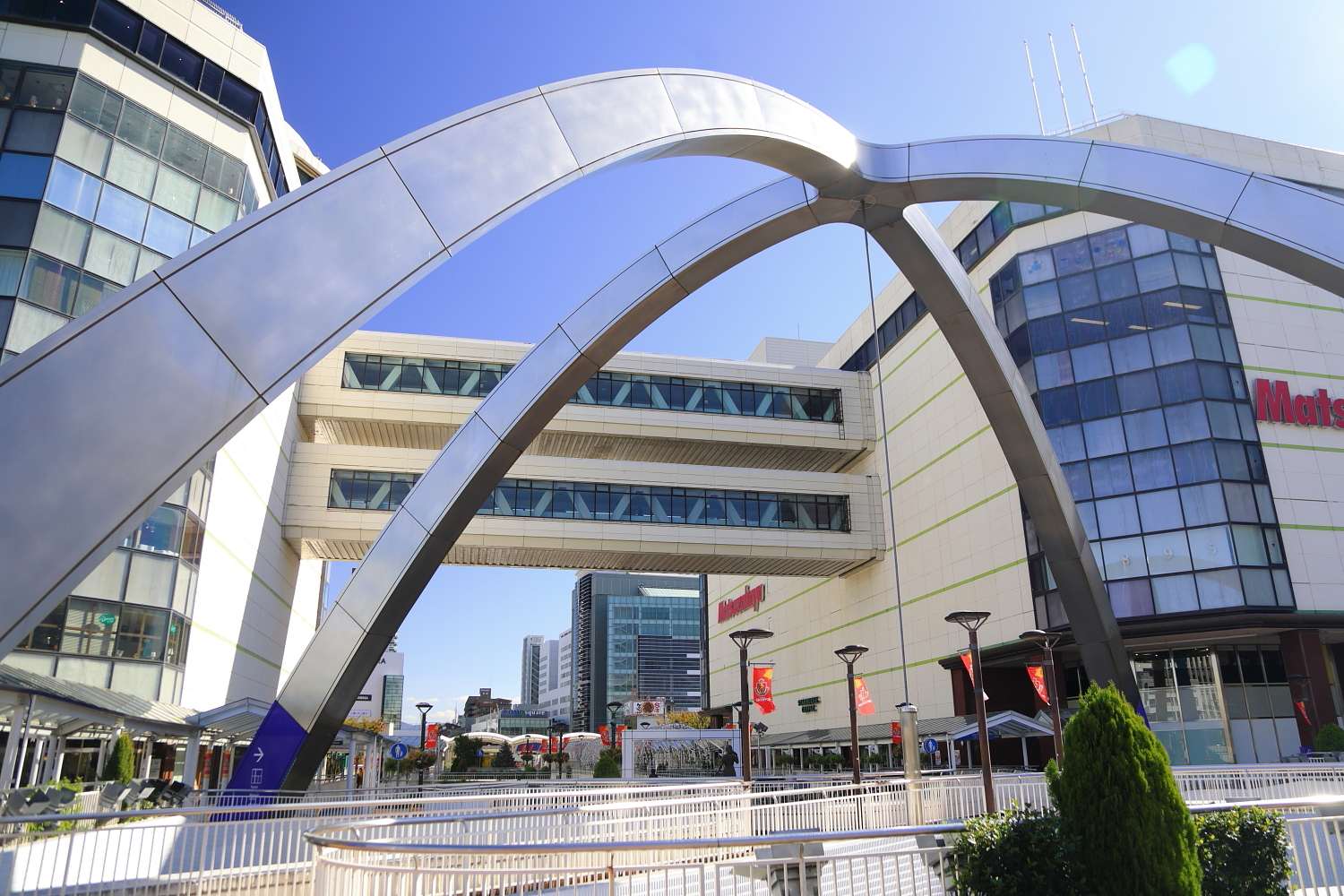
豊田市
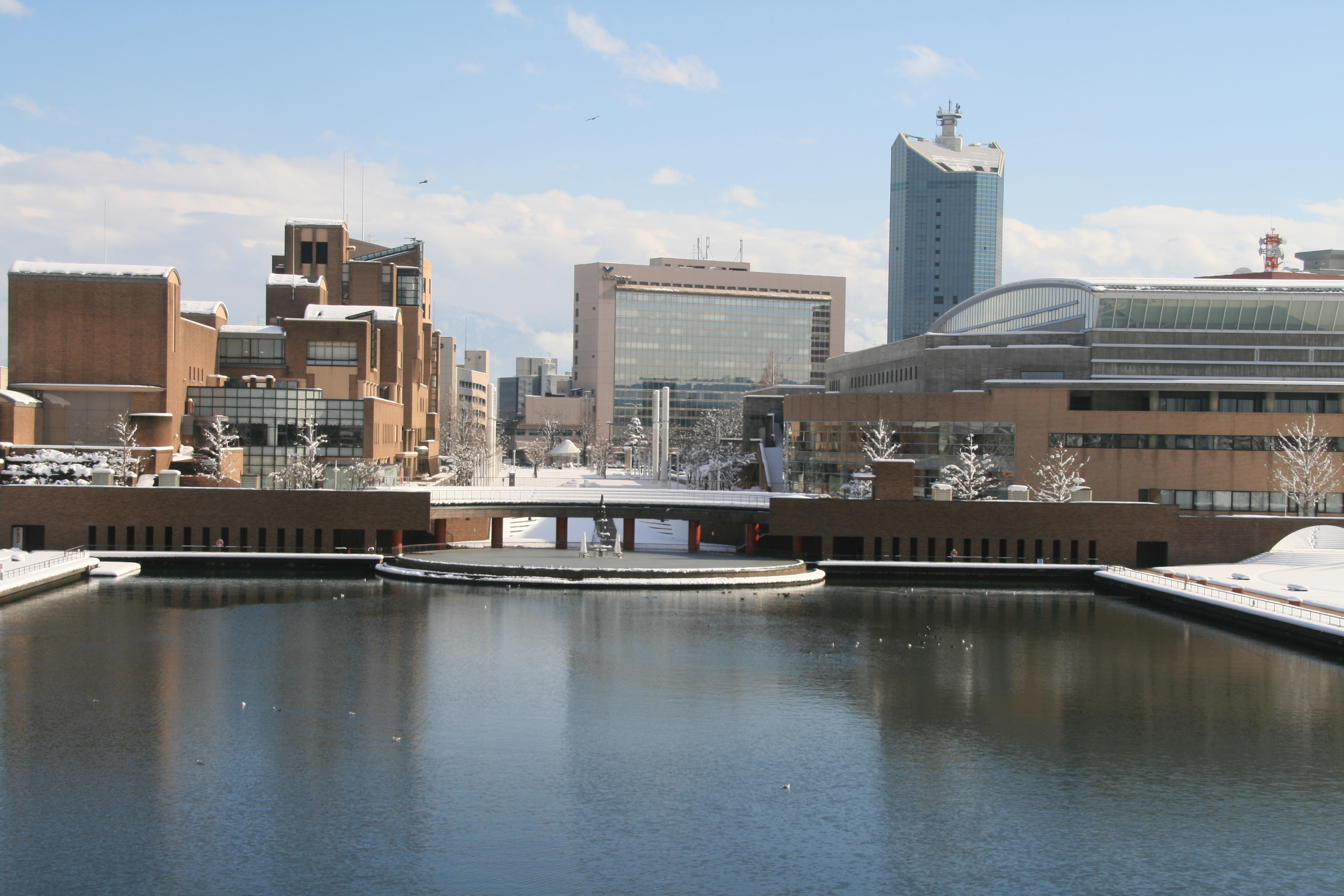
富山市
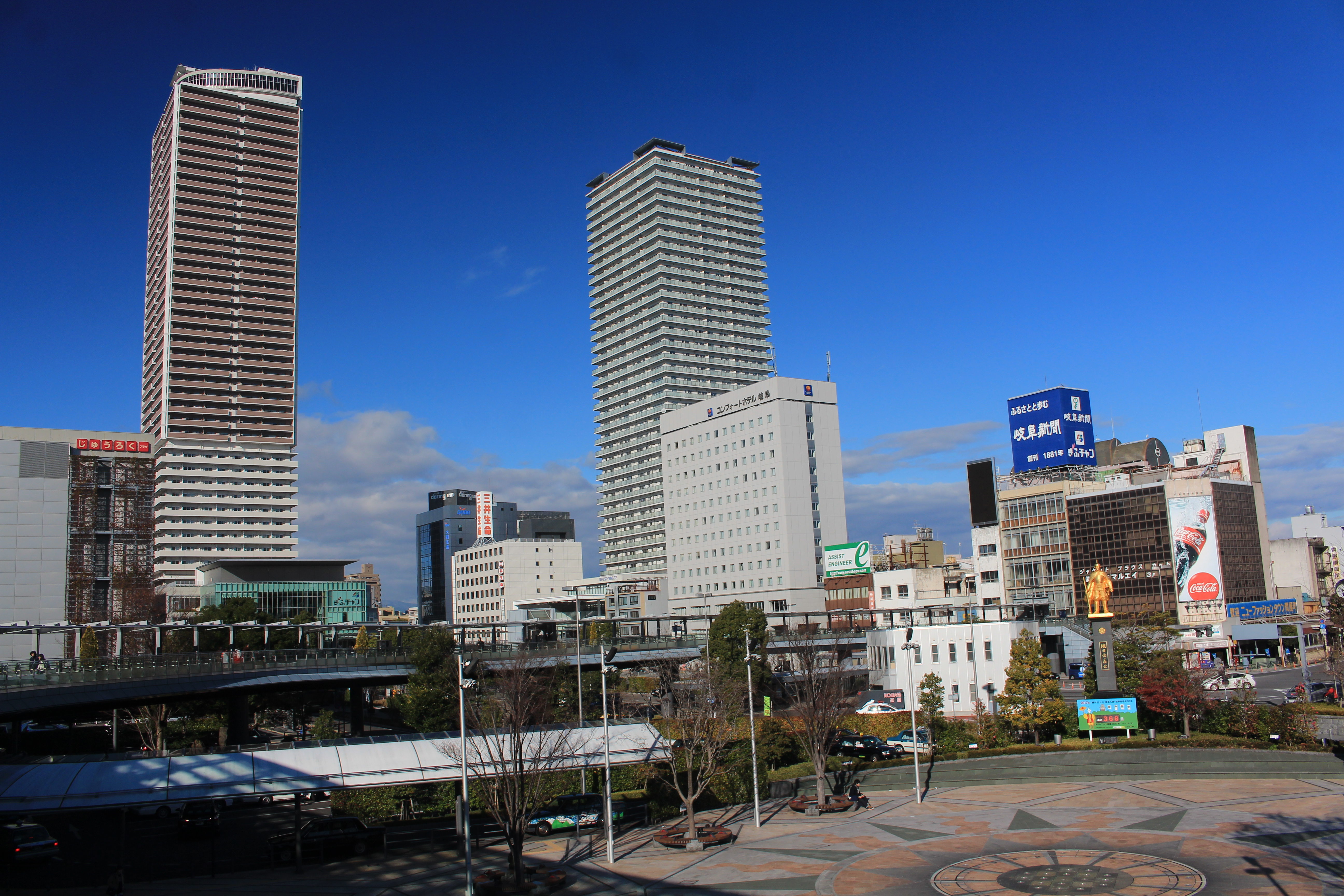
岐阜市
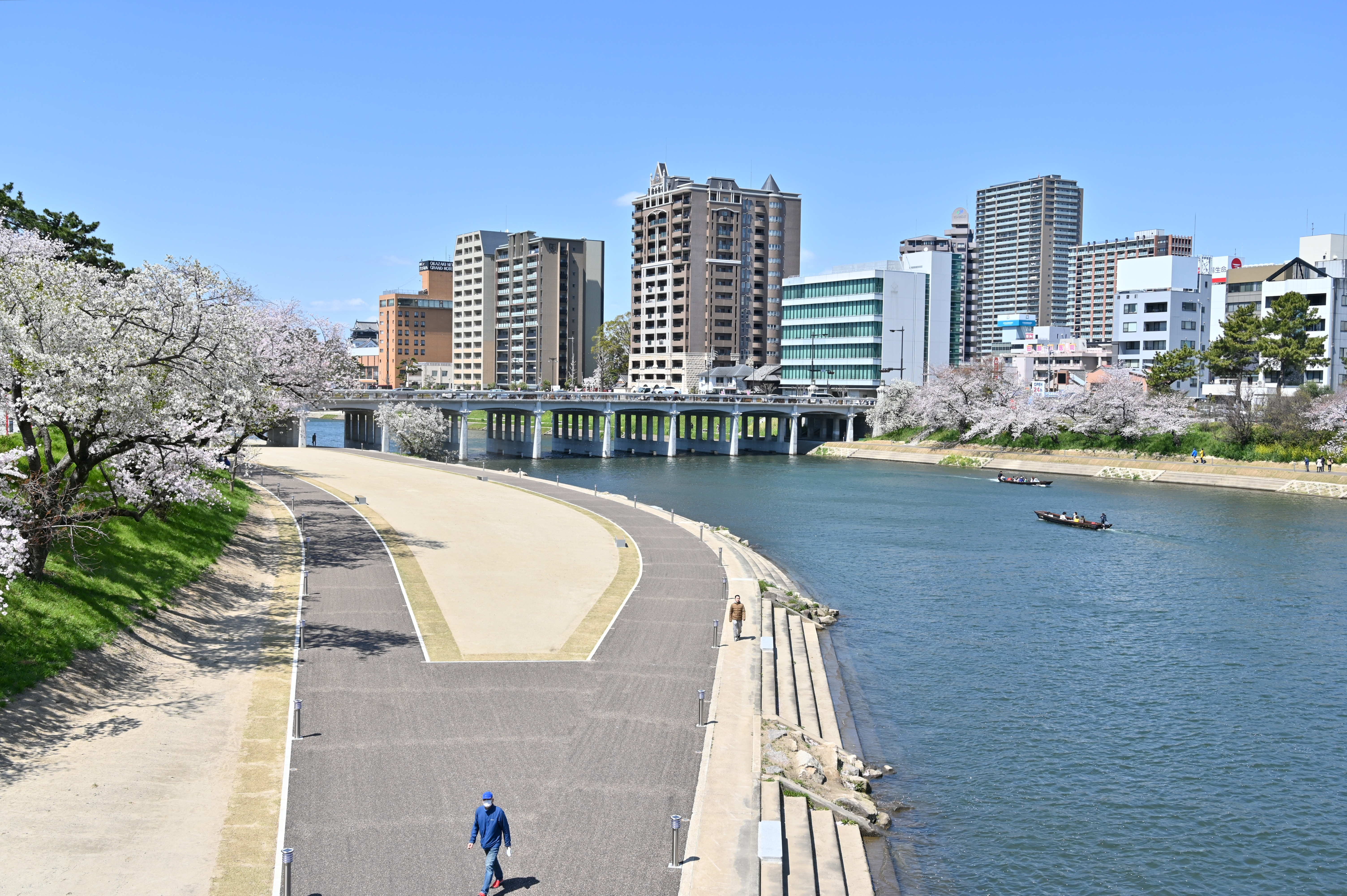
岡崎市
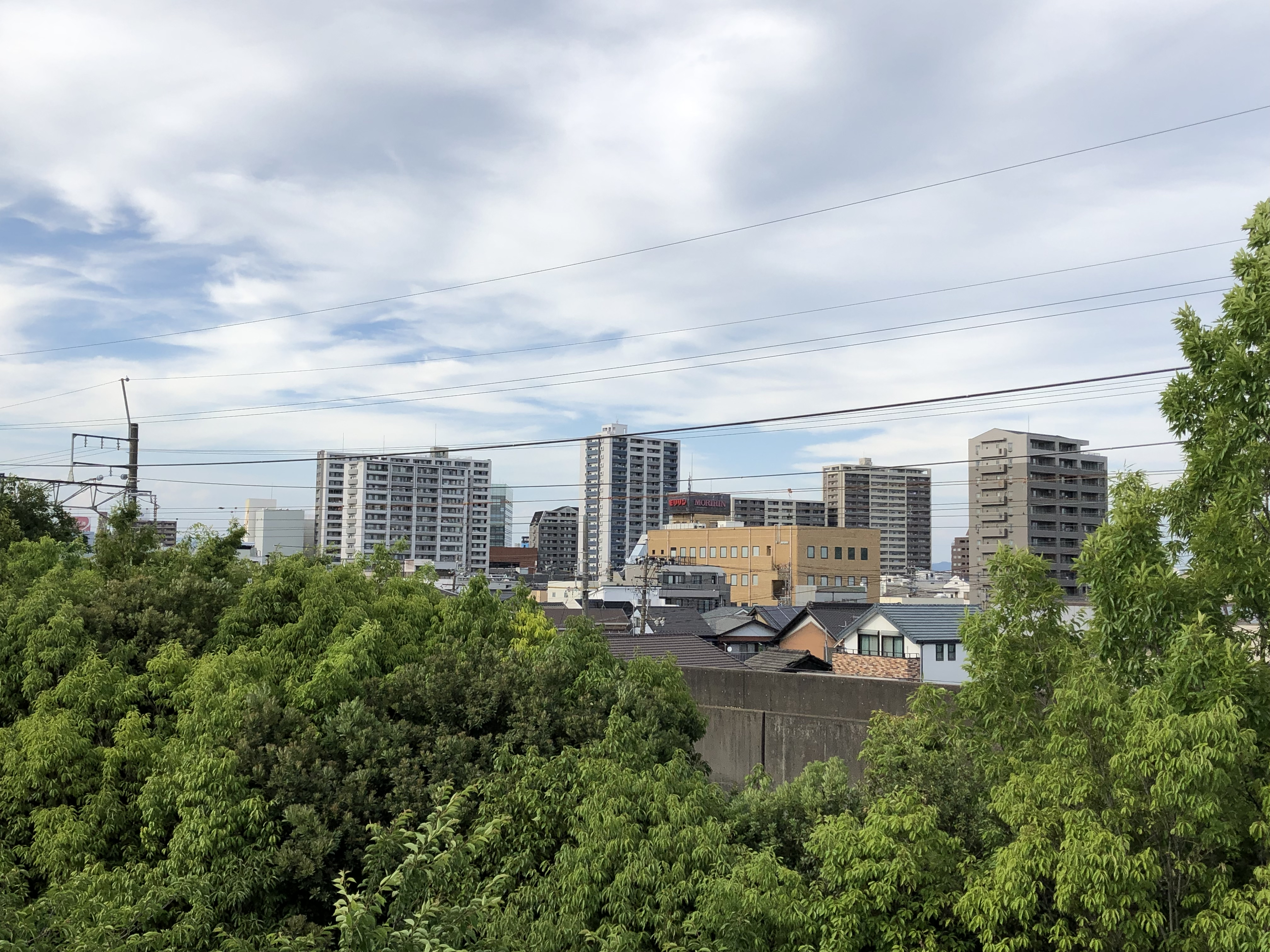
一宮市
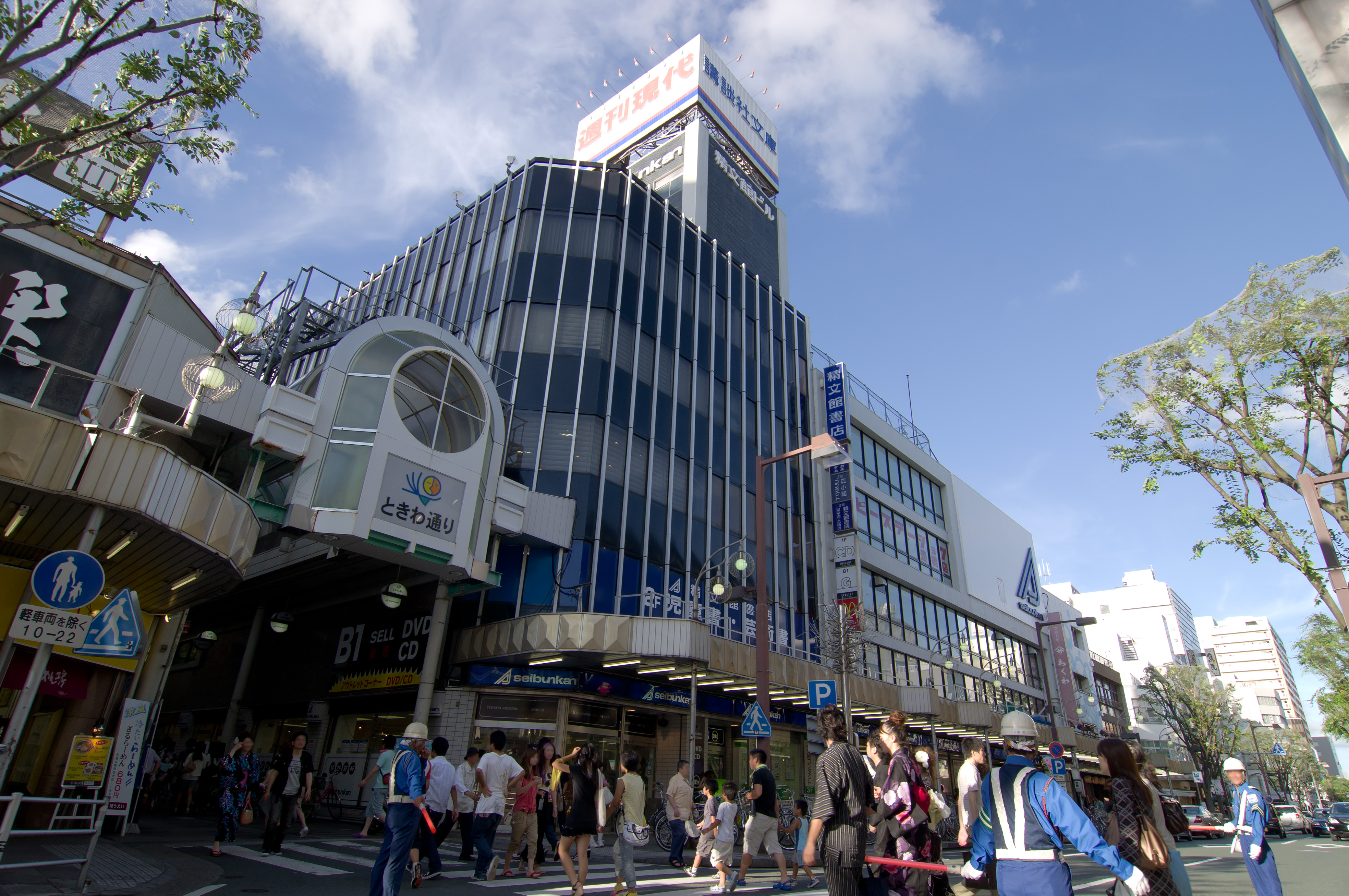
豊橋市
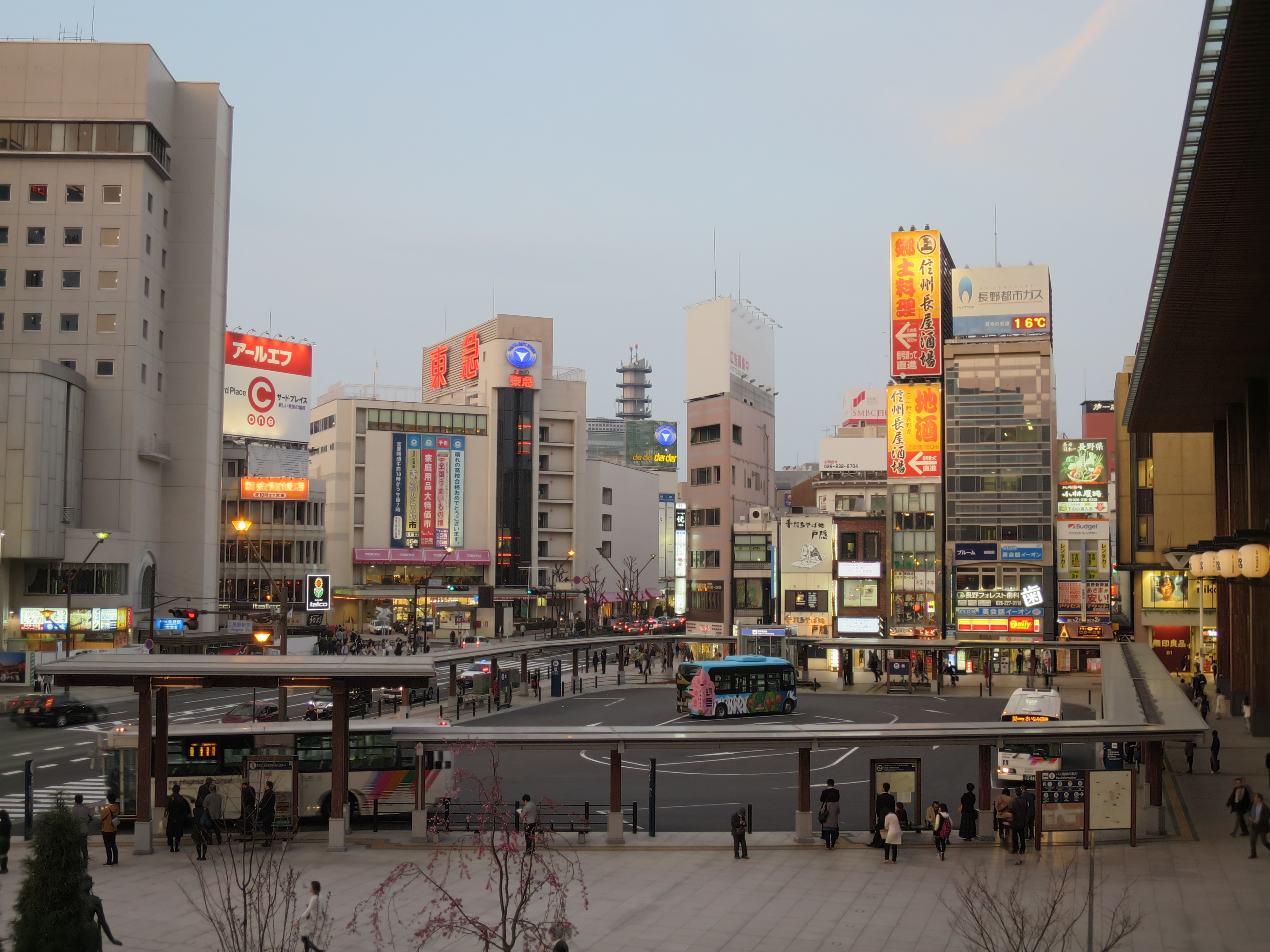
長野市
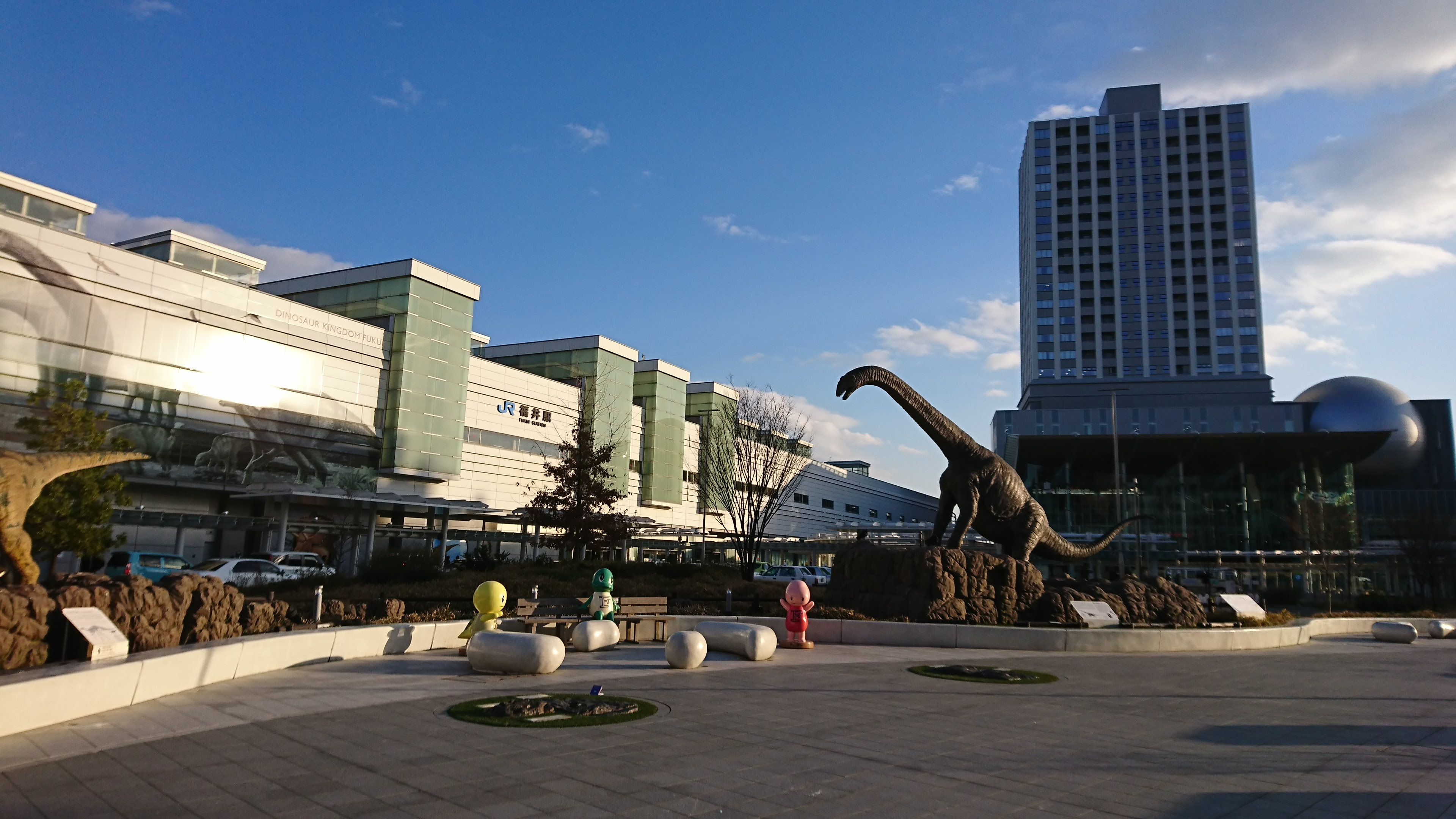
福井市
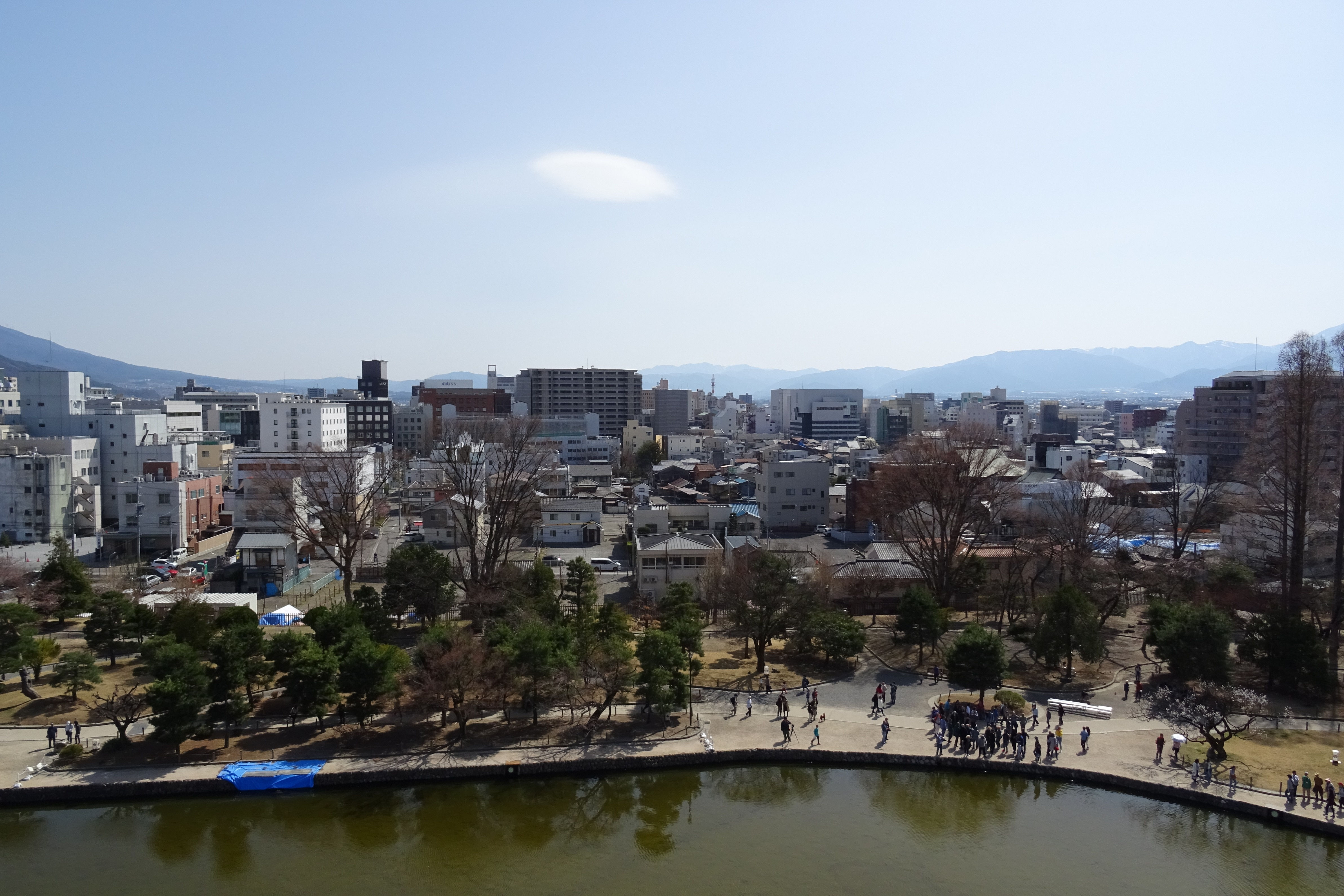
松本市
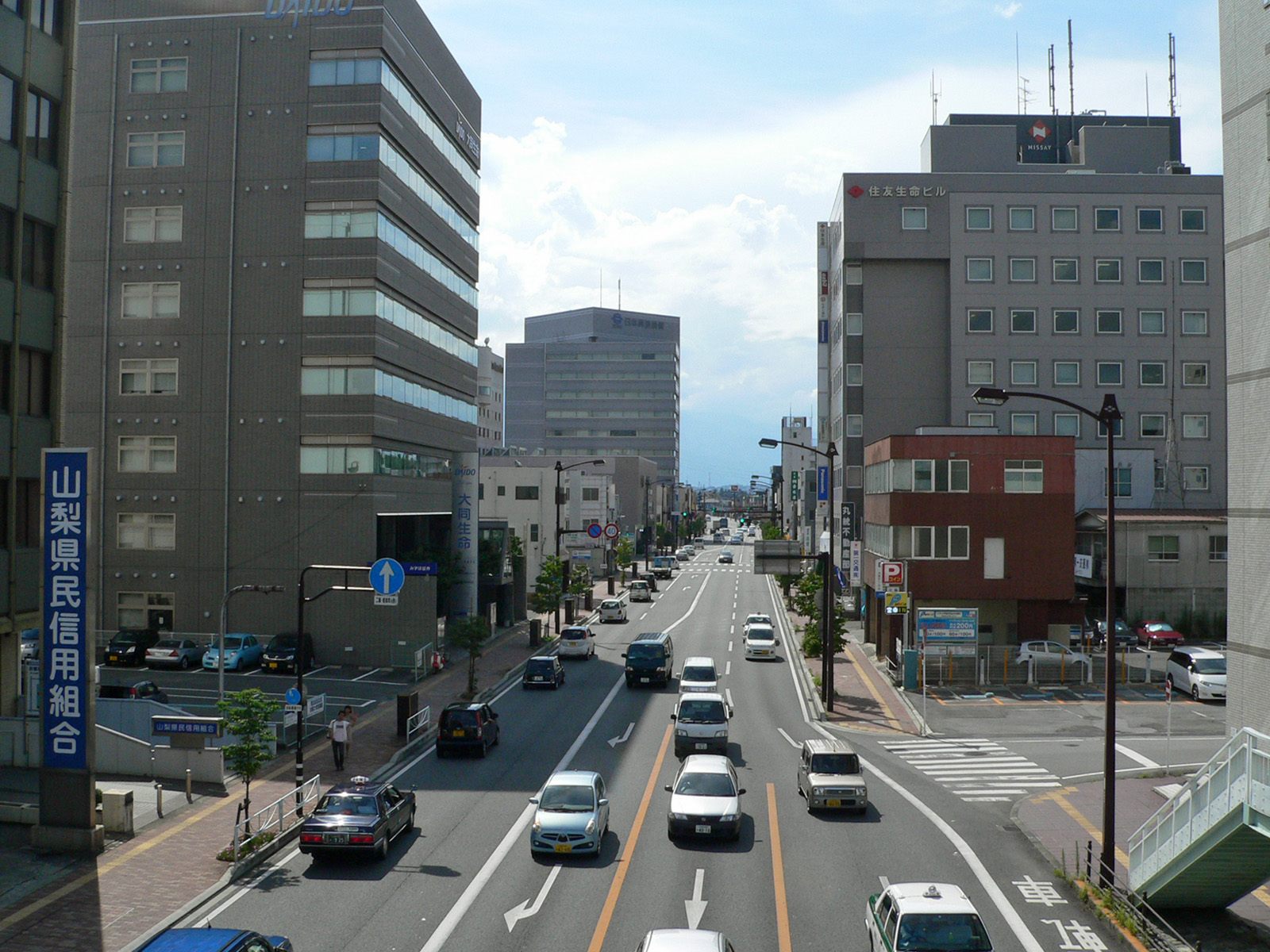
甲府市

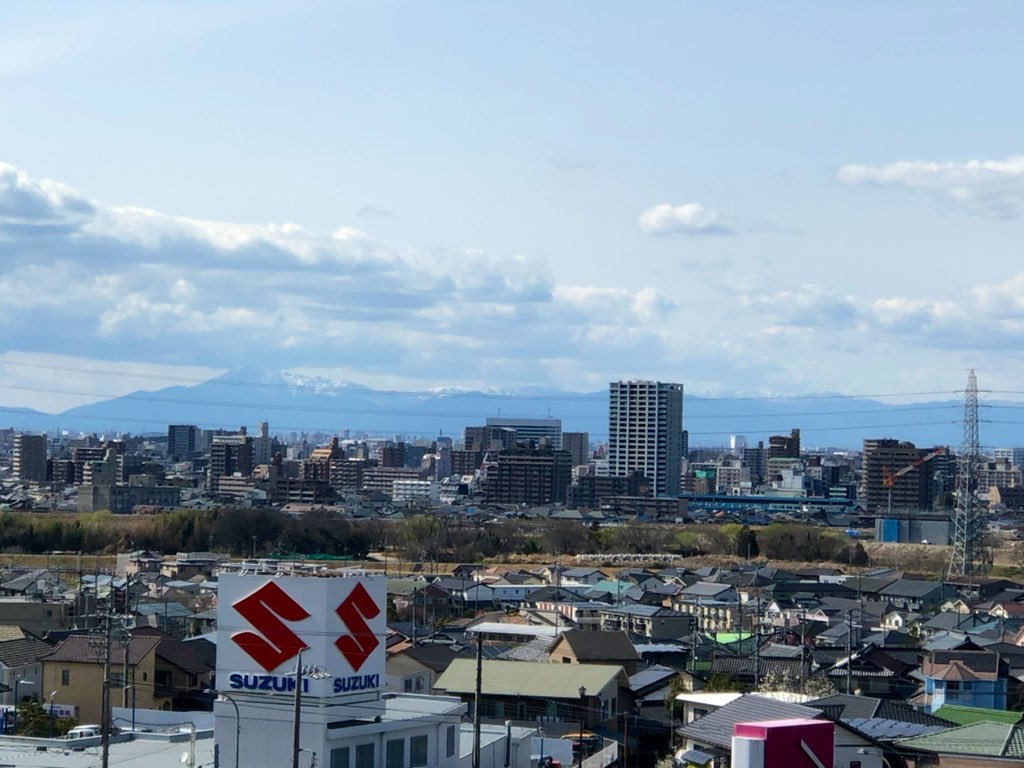
春日井市
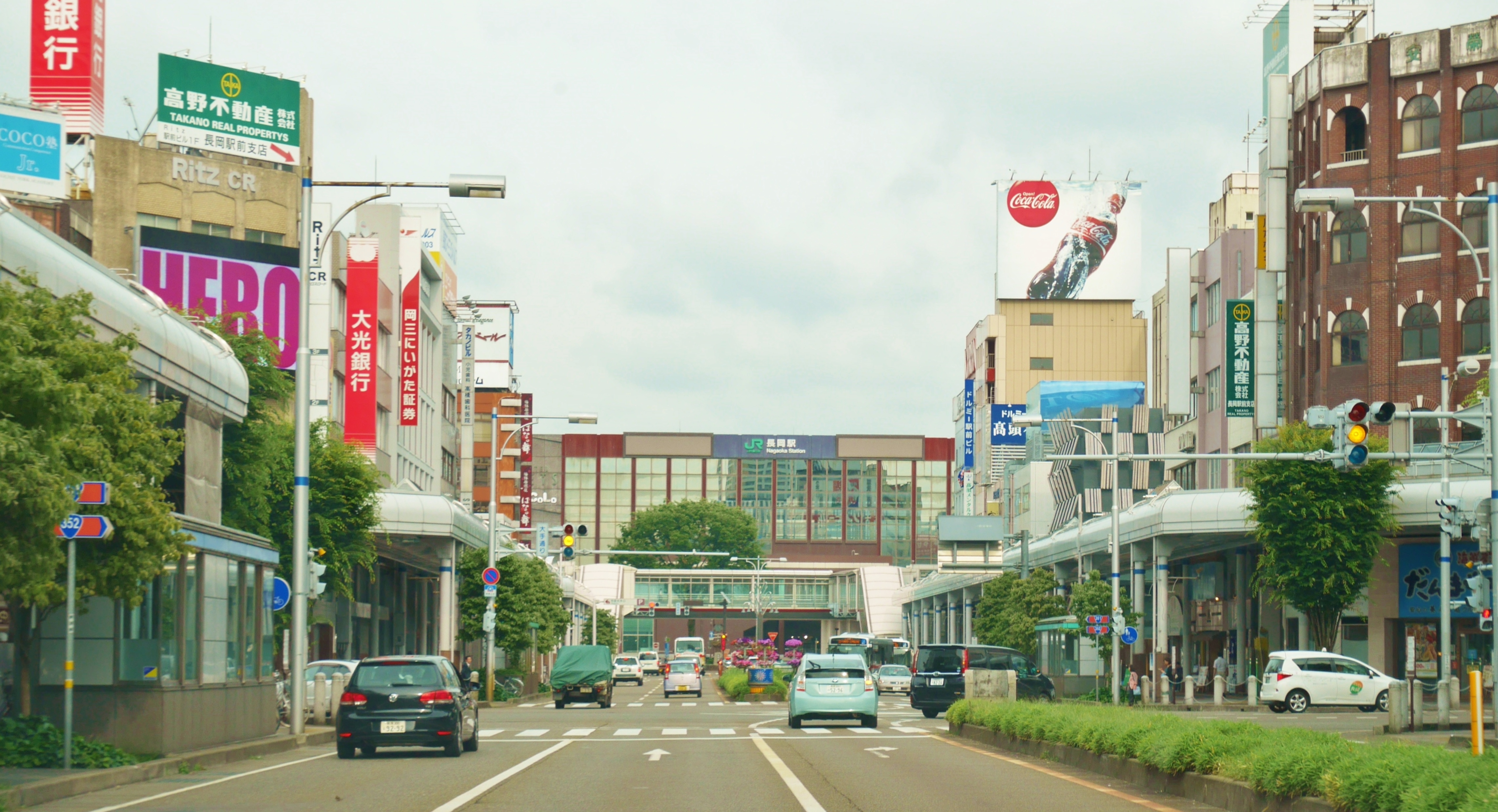
長岡市
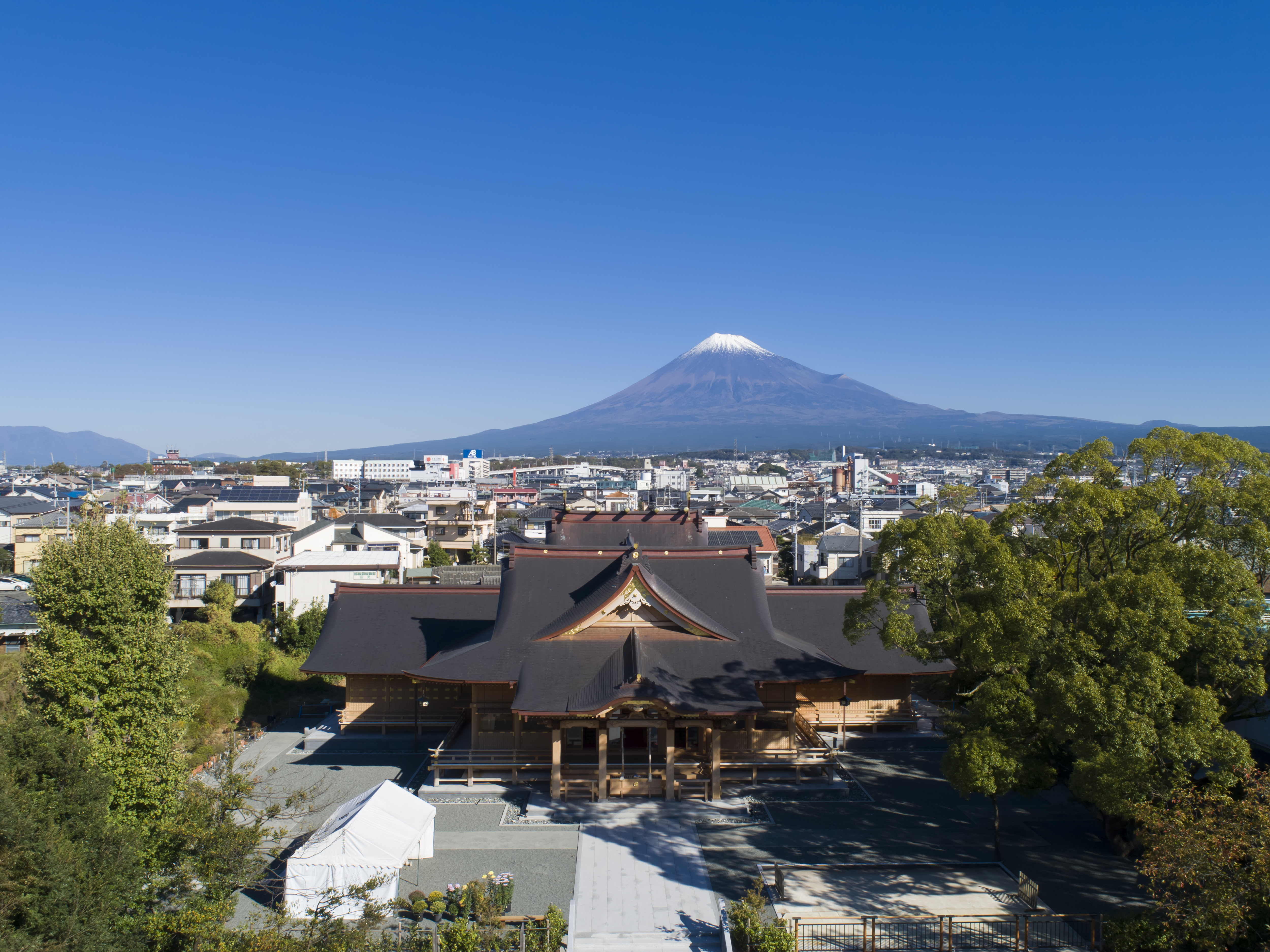
富士市
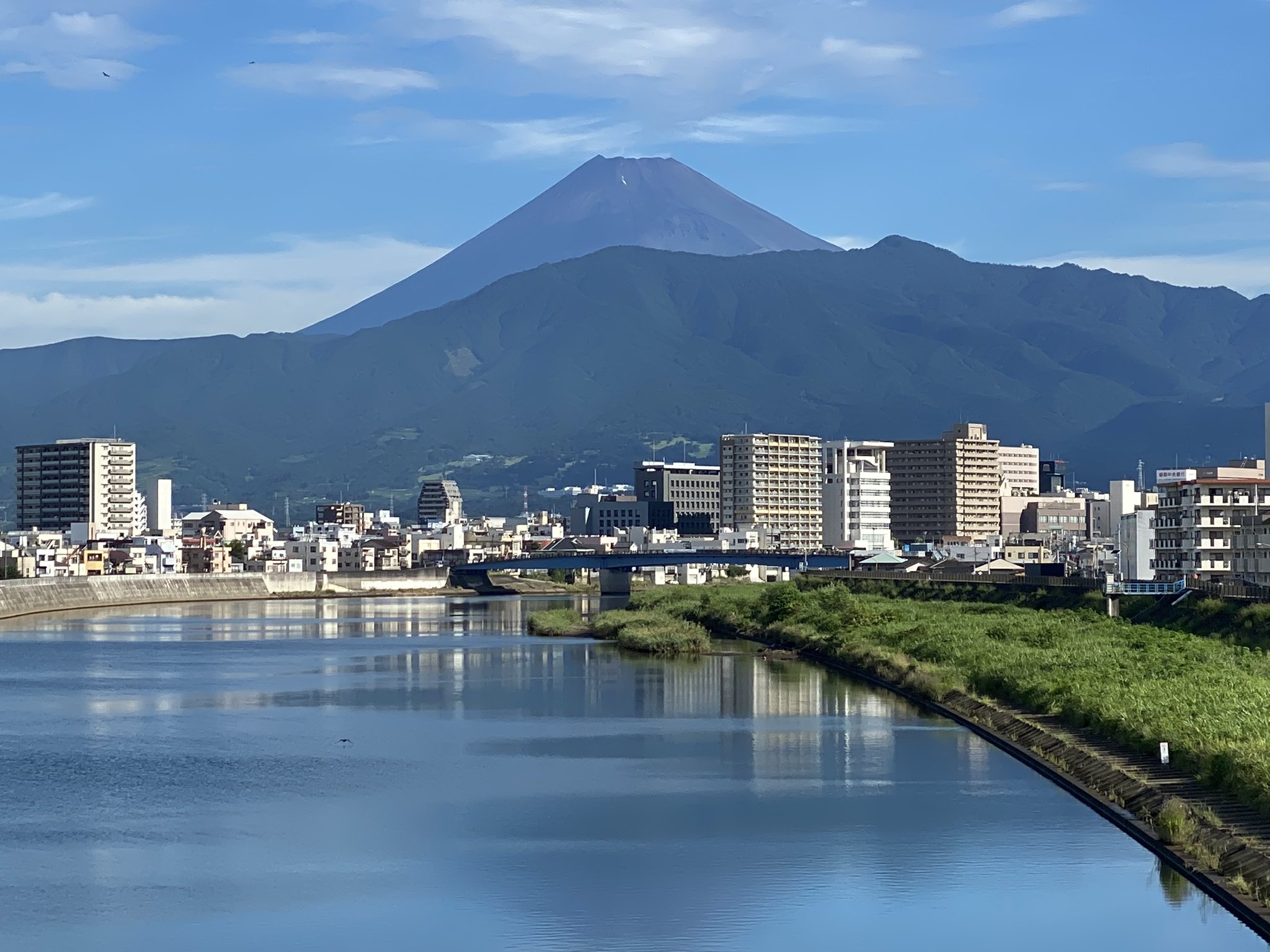
沼津市
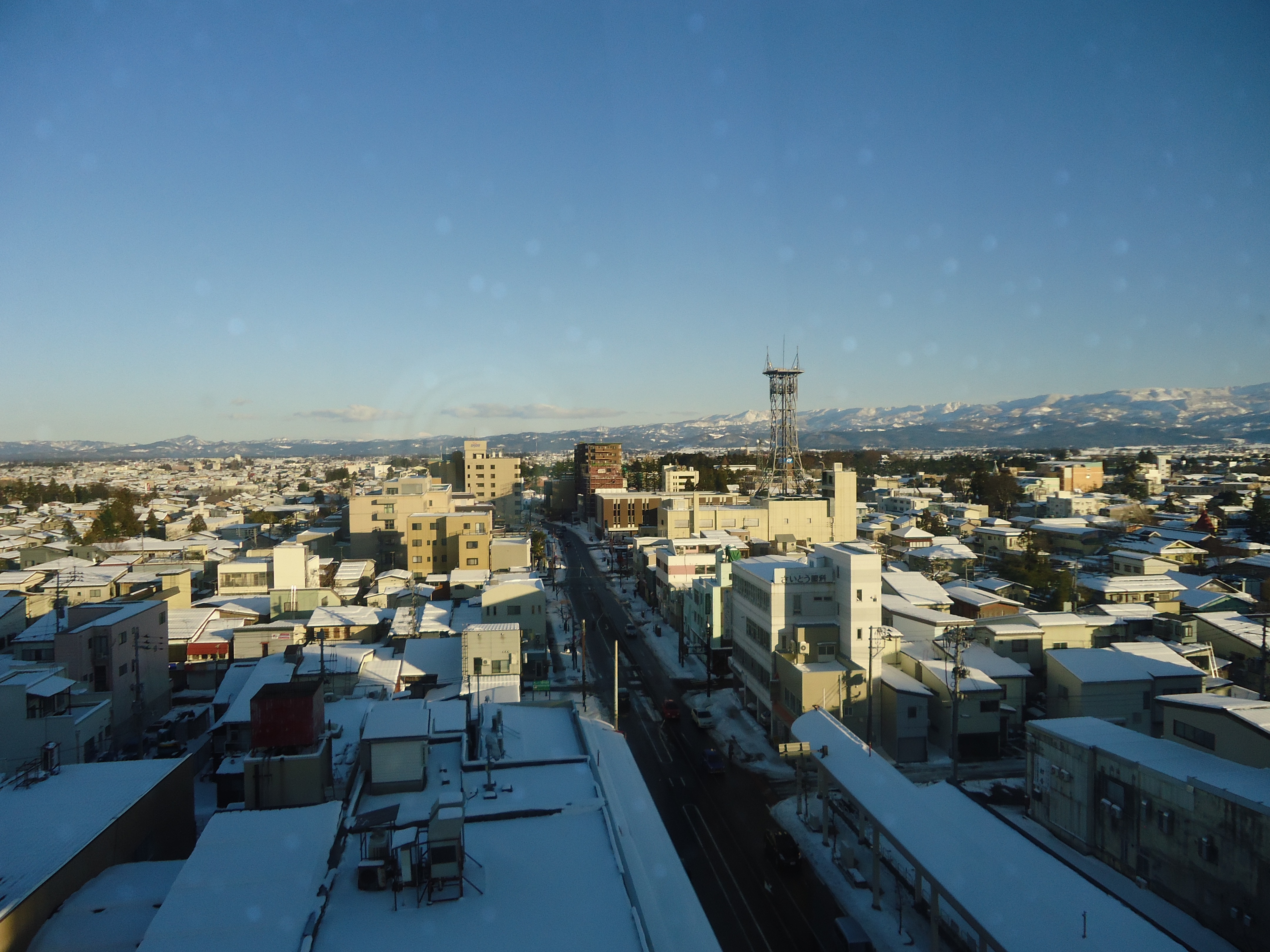
上越市

中部9県の主要都市を掲載する。
政令指定都市
- 名古屋市（2,335,964人）
- 浜松市（769,988人）
- 新潟市（761,389人）
- 静岡市（667,881人）

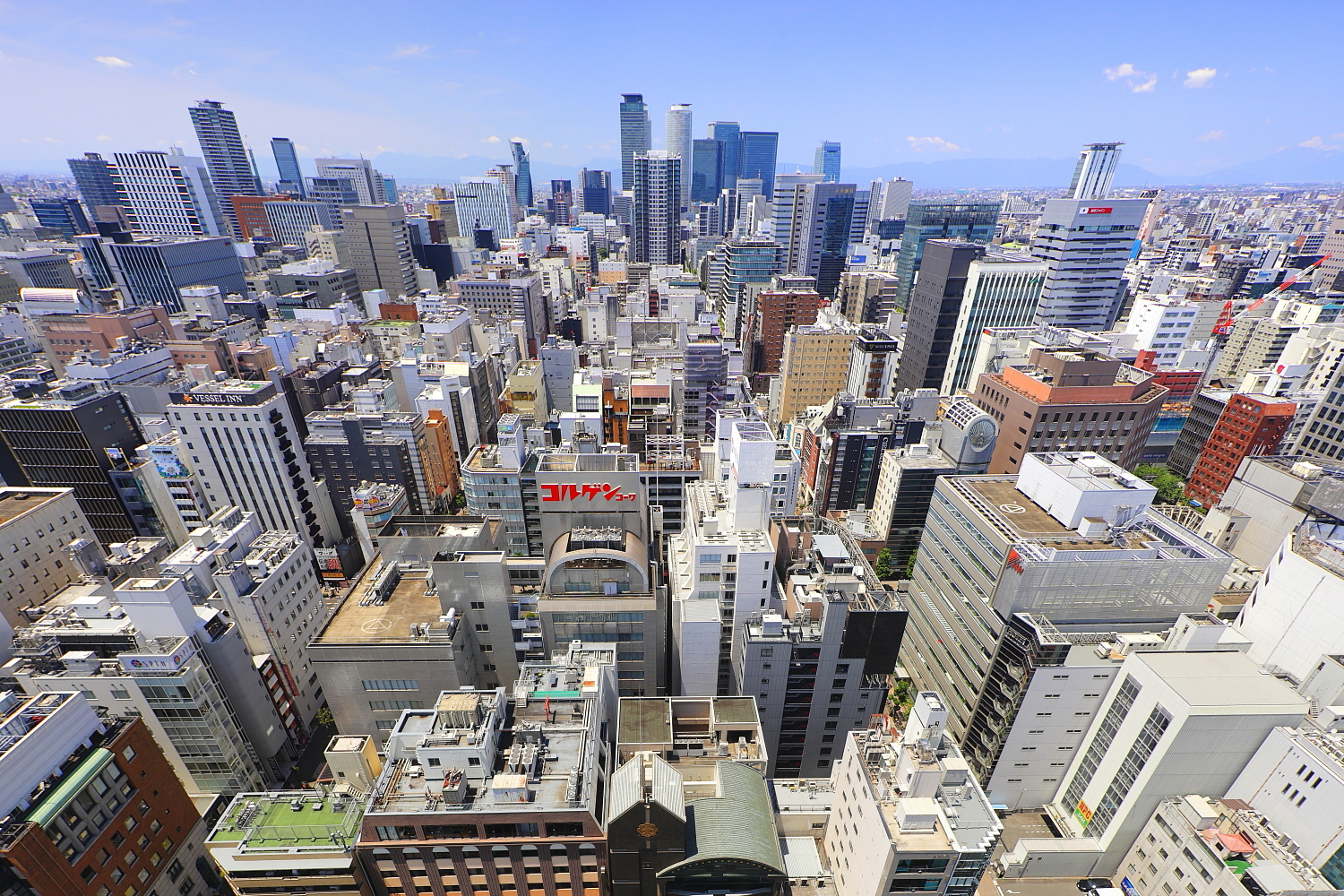
名古屋市
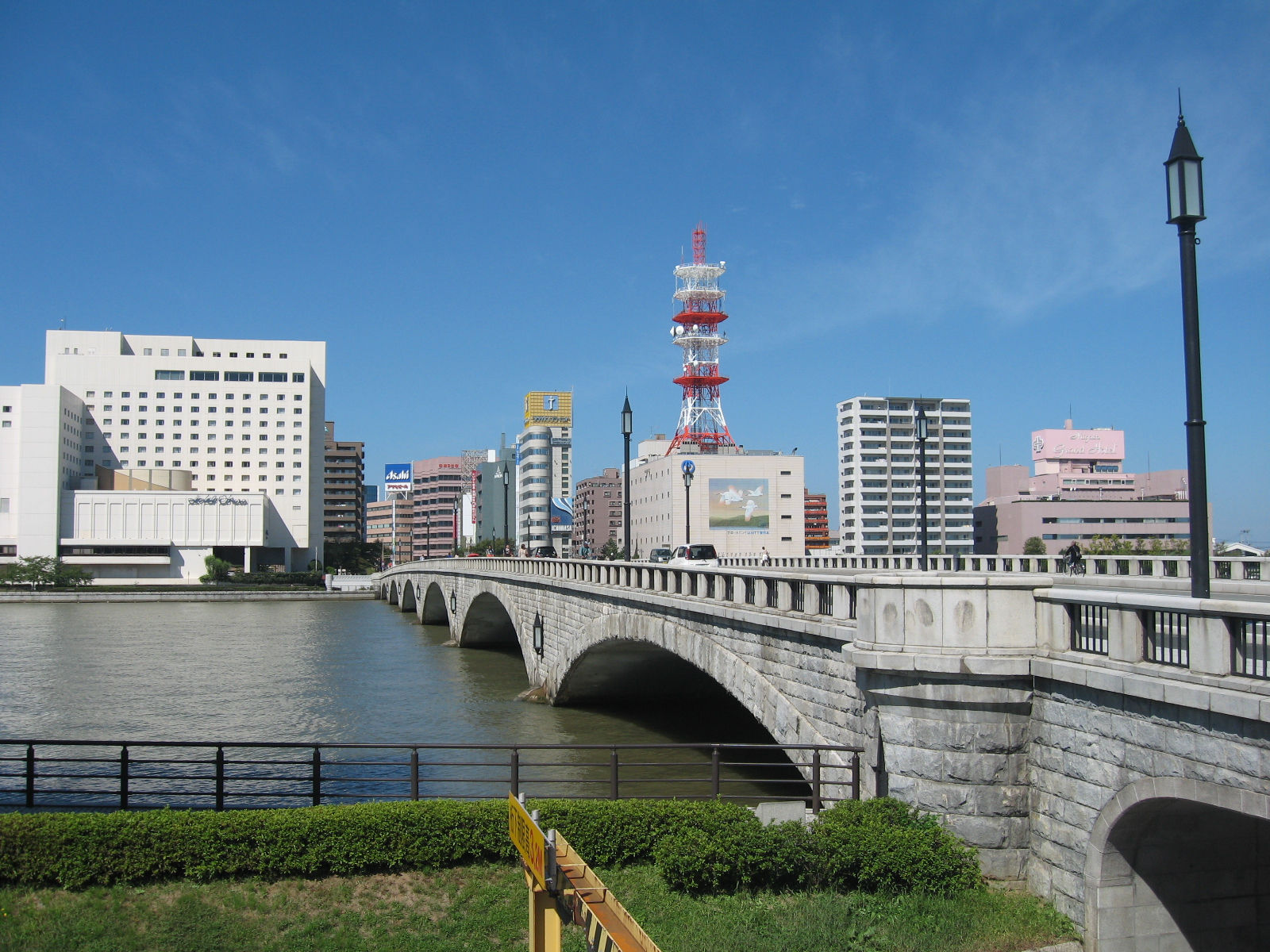
新潟市
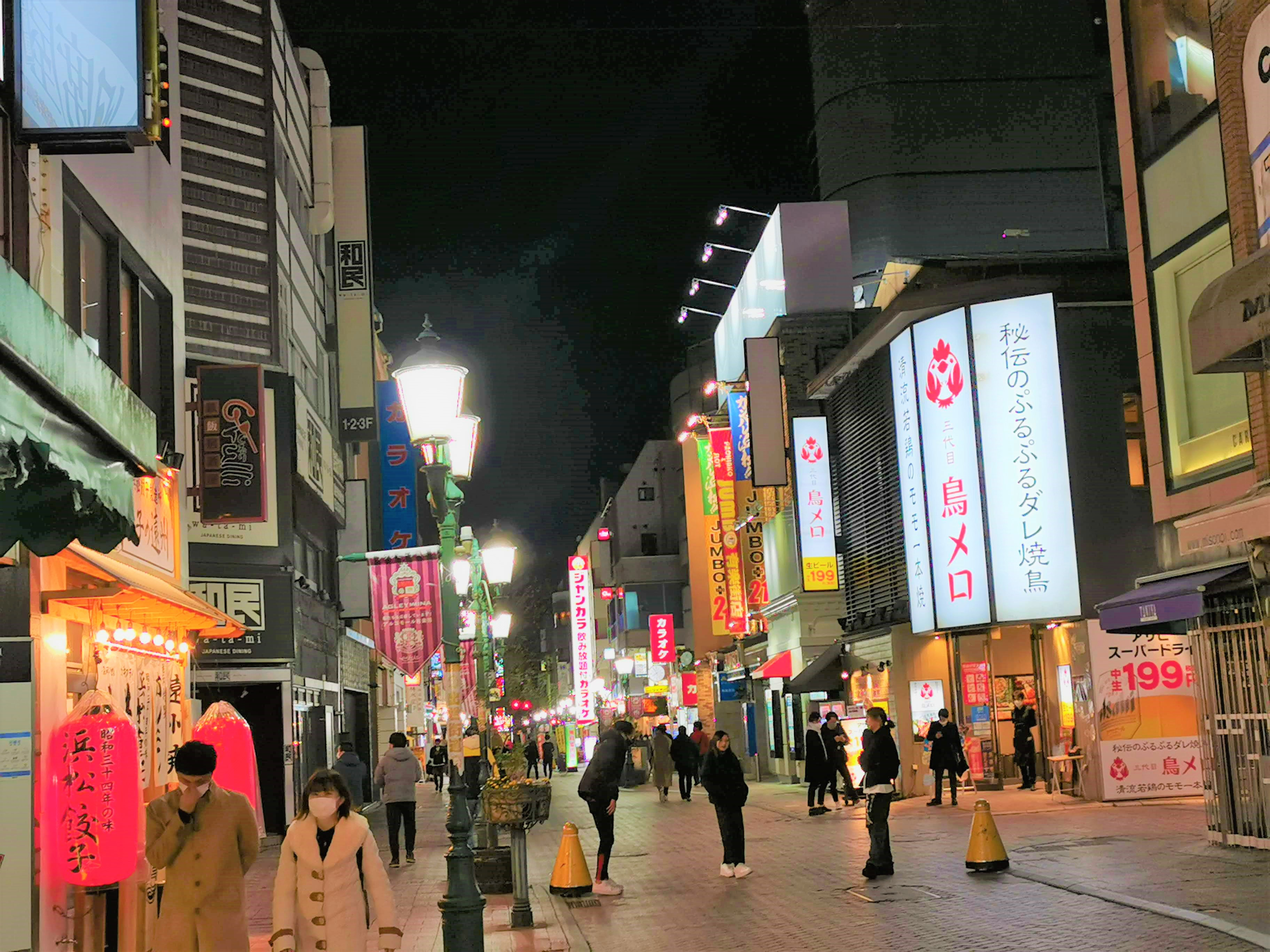
浜松市
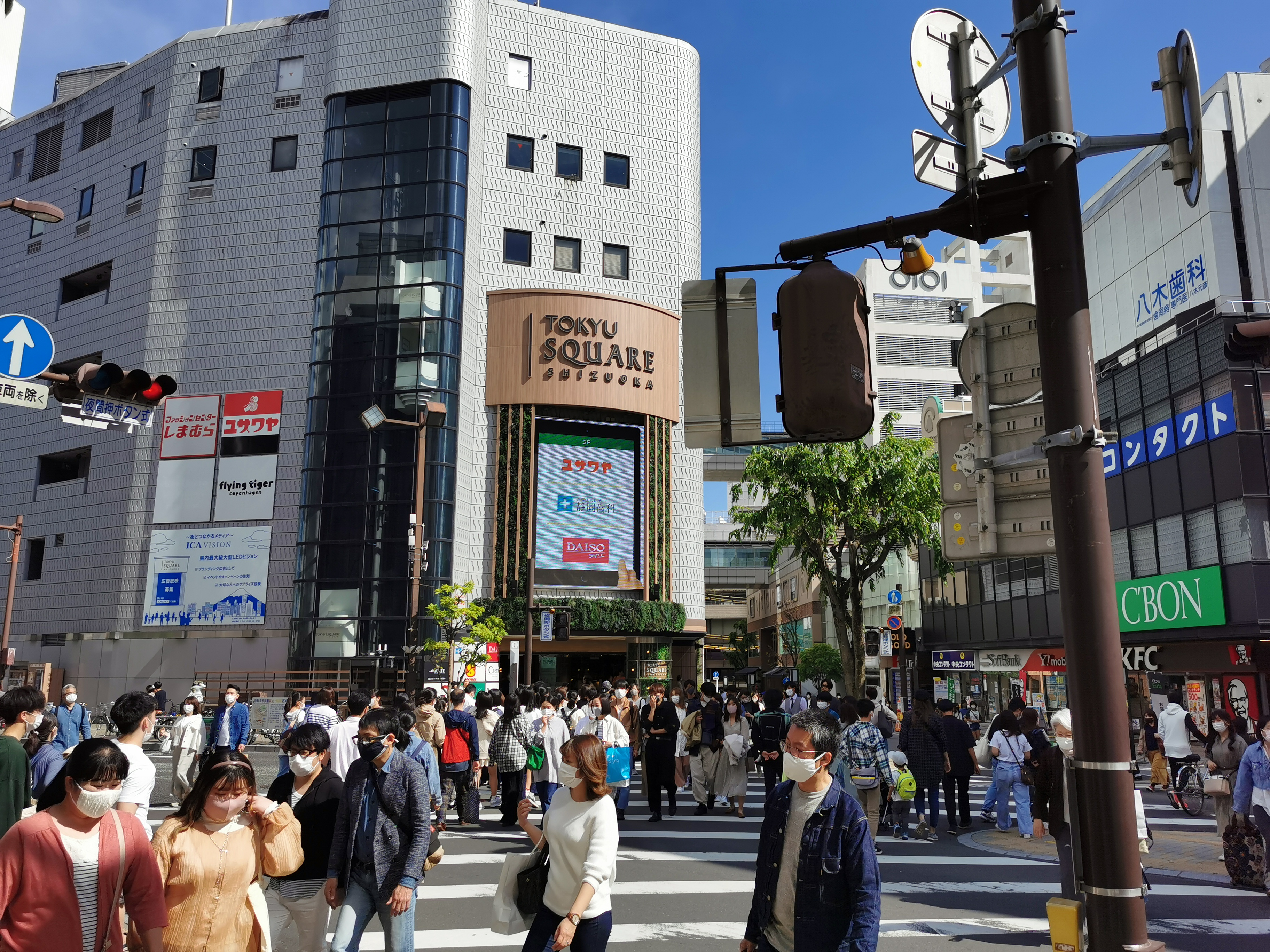
静岡市

中核市
- 金沢市（454,358人）
- 豊田市（414,261人）
- 富山市（401,841人）
- 岐阜市（392,550人）
- 岡崎市（379,685人）
- 一宮市（371,113人）
- 豊橋市（360,752人）
- 長野市（359,411人）
- 福井市（253,178人）
- 松本市（235,972人）
- 甲府市（185,187人）

- 金沢市
- 豊田市
- 富山市
- 岐阜市
- 岡崎市
- 一宮市
- 豊橋市
- 長野市
- 福井市
- 松本市
- 甲府市

施行時特例市
- 春日井市（302,912人）
- 長岡市（253,573人）
- 富士市（238,209人）
- 沼津市（180,048人）
- 上越市（177,408人）

- 春日井市
- 長岡市
- 富士市
- 沼津市
- 上越市

## 教育
本節では、七地方区分に基づく範囲について述べる。

### 国立大学
| 大学名           | 画像 | 所在地           | 備考                                                   |
| ---------------- | ---- | ---------------- | ------------------------------------------------------ |
| 上越教育大学     |      | 新潟県上越市     | 山屋敷キャンパス                                       |
| 長岡技術科学大学 |      | 新潟県長岡市     | 長岡キャンパス                                         |
| 新潟大学         |      | 新潟県新潟市西区 | 五十嵐キャンパス 旭町・西大畑キャンパス 駅南キャンパス |

| 大学名   | 画像 | 所在地       | 備考                                         |
| -------- | ---- | ------------ | -------------------------------------------- |
| 富山大学 |      | 富山県富山市 | 五福キャンパス 杉谷キャンパス 高岡キャンパス |

| 大学名                     | 画像 | 所在地       | 備考                                |
| -------------------------- | ---- | ------------ | ----------------------------------- |
| 金沢大学                   |      | 石川県金沢市 | 角間キャンパス 宝町・鶴間キャンパス |
| 北陸先端科学技術大学院大学 |      | 石川県能美市 | 石川キャンパス                      |

| 大学名   | 画像 | 所在地       | 備考                          |
| -------- | ---- | ------------ | ----------------------------- |
| 福井大学 |      | 福井県福井市 | 文京キャンパス 松岡キャンパス |

| 大学名   | 画像 | 所在地       | 備考           |
| -------- | ---- | ------------ | -------------- |
| 山梨大学 |      | 山梨県甲府市 | 甲府キャンパス |

| 大学名   | 画像 | 所在地       | 備考                                                        |
| -------- | ---- | ------------ | ----------------------------------------------------------- |
| 信州大学 |      | 長野県松本市 | 松本キャンパス 長野キャンパス 上田キャンパス 伊那キャンパス |

| 大学名   | 画像 | 所在地       | 備考           |
| -------- | ---- | ------------ | -------------- |
| 岐阜大学 |      | 岐阜県岐阜市 | 柳戸キャンパス |

| 大学名       | 画像 | 所在地             | 備考           |
| ------------ | ---- | ------------------ | -------------- |
| 静岡大学     |      | 静岡県静岡市駿河区 | 静岡キャンパス |
| 浜松医科大学 |      | 静岡県浜松市中央区 | 浜松キャンパス |

| 大学名           | 画像 | 所在地               | 備考                                         |
| ---------------- | ---- | -------------------- | -------------------------------------------- |
| 愛知教育大学     |      | 愛知県刈谷市         | 刈谷キャンパス                               |
| 豊橋技術科学大学 |      | 愛知県豊橋市         | 豊橋キャンパス                               |
| 名古屋大学       |      | 愛知県名古屋市千種区 | 東山キャンパス 鶴舞キャンパス 大幸キャンパス |
| 名古屋工業大学   |      | 愛知県名古屋市昭和区 | 御器所キャンパス                             |

### 公立大学
| 大学名           | 画像 | 本部所在地       | 備考           |
| ---------------- | ---- | ---------------- | -------------- |
| 新潟県立大学     |      | 新潟県新潟市東区 | 新潟キャンパス |
| 新潟県立看護大学 |      | 新潟県上越市     | 上越キャンパス |
| 長岡造形大学     |      | 新潟県長岡市     | 長岡キャンパス |
| 三条市立大学     |      | 新潟県三条市     | 三条キャンパス |

| 大学名       | 画像 | 本部所在地   | 備考           |
| ------------ | ---- | ------------ | -------------- |
| 富山県立大学 |      | 富山県射水市 | 射水キャンパス |

| 大学名           | 画像 | 本部所在地     | 備考                                         |
| ---------------- | ---- | -------------- | -------------------------------------------- |
| 石川県立大学     |      | 石川県野々市市 | 野々市キャンパス                             |
| 石川県立看護大学 |      | 石川県かほく市 | 河北キャンパス                               |
| 金沢美術工芸大学 |      | 石川県金沢市   | 金沢キャンパス                               |
| 公立小松大学     |      | 石川県小松市   | 粟津キャンパス 中央キャンパス 末広キャンパス |

| 大学名           | 画像 | 本部所在地           | 備考                            |
| ---------------- | ---- | -------------------- | ------------------------------- |
| 福井県立大学     |      | 福井県吉田郡永平寺町 | 永平寺キャンパス 小浜キャンパス |
| 敦賀市立看護大学 |      | 福井県敦賀市         | 敦賀キャンパス                  |

| 大学名       | 画像 | 本部所在地   | 備考                          |
| ------------ | ---- | ------------ | ----------------------------- |
| 都留文科大学 |      | 山梨県都留市 | 都留キャンパス                |
| 山梨県立大学 |      | 山梨県甲府市 | 飯田キャンパス 池田キャンパス |

| 大学名               | 画像 | 本部所在地     | 備考                          |
| -------------------- | ---- | -------------- | ----------------------------- |
| 長野県看護大学       |      | 長野県駒ヶ根市 | 駒ヶ根キャンパス              |
| 長野大学             |      | 長野県上田市   | 上田キャンパス                |
| 長野県立大学         |      | 長野県長野市   | 三輪キャンパス 後町キャンパス |
| 公立諏訪東京理科大学 |      | 長野県茅野市   | 茅野キャンパス                |

| 大学名                 | 画像 | 本部所在地   | 備考                            |
| ---------------------- | ---- | ------------ | ------------------------------- |
| 岐阜県立看護大学       |      | 岐阜県羽島市 | 羽島キャンパス                  |
| 岐阜薬科大学           |      | 岐阜県岐阜市 | 岐阜キャンパス 三田洞キャンパス |
| 情報科学芸術大学院大学 |      | 岐阜県大垣市 | 大垣キャンパス                  |

| 大学名           | 画像 | 本部所在地         | 備考                          |
| ---------------- | ---- | ------------------ | ----------------------------- |
| 静岡県立大学     |      | 静岡県静岡市駿河区 | 谷田キャンパス 小鹿キャンパス |
| 静岡文化芸術大学 |      | 静岡県浜松市中央区 | 浜松キャンパス                |

| 大学名           | 画像 | 本部所在地           | 備考                                                                          |
| ---------------- | ---- | -------------------- | ----------------------------------------------------------------------------- |
| 愛知県立大学     |      | 愛知県長久手市       | 長久手キャンパス 守山キャンパス ウィンクあいちサテライトキャンパス            |
| 愛知県立芸術大学 |      | 愛知県長久手市       | 長久手キャンパス 豊田市藤沢アートハウス 栄サテライトギャラリー 女木ハウス     |
| 名古屋市立大学   |      | 愛知県名古屋市瑞穂区 | 桜山(川澄)キャンパス 田辺通キャンパス 滝子(山の畑)キャンパス 北千種キャンパス |

### 私立大学
| 大学名                     | 画像 | 本部所在地         | 備考                                                 |
| -------------------------- | ---- | ------------------ | ---------------------------------------------------- |
| 開志専門職大学             |      | 新潟県新潟市中央区 | 紫竹山キャンパス 米山キャンパス 古町ルフルキャンパス |
| 敬和学園大学               |      | 新潟県新発田市     | 新発田キャンパス                                     |
| 国際大学                   |      | 新潟県南魚沼市     | 浦佐キャンパス                                       |
| 事業創造大学院大学         |      | 新潟県新潟市中央区 | 新潟キャンパス 東京キャンパス 長岡キャンパス         |
| 日本歯科大学               |      | 東京都千代田区     | 新潟キャンパス（新潟生命歯学部）                     |
| 長岡大学                   |      | 新潟県長岡市       | 長岡キャンパス                                       |
| 長岡崇徳大学               |      | 新潟県長岡市       | 長岡キャンパス                                       |
| 新潟医療福祉大学           |      | 新潟県新潟市北区   | 島見町キャンパス                                     |
| 新潟経営大学               |      | 新潟県加茂市       | 加茂キャンパス                                       |
| 新潟工科大学               |      | 新潟県柏崎市       | 柏崎キャンパス                                       |
| 新潟国際情報大学           |      | 新潟県新潟市西区   | みずき野キャンパス 新潟中央キャンパス                |
| 新潟産業大学               |      | 新潟県柏崎市       | 柏崎キャンパス                                       |
| 新潟食料農業大学           |      | 新潟県新潟市北区   | 新潟キャンパス 胎内キャンパス                        |
| 新潟青陵大学               |      | 新潟県新潟市中央区 | 新潟キャンパス                                       |
| 新潟リハビリテーション大学 |      | 新潟県村上市       | 村上キャンパス                                       |
| 新潟薬科大学               |      | 新潟県新潟市秋葉区 | 新津キャンパス                                       |

| 大学名             | 画像 | 本部所在地   | 備考                            |
| ------------------ | ---- | ------------ | ------------------------------- |
| 富山国際大学       |      | 富山県富山市 | 東黒牧キャンパス 呉羽キャンパス |
| 高岡法科大学       |      | 富山県高岡市 | 高岡キャンパス                  |
| 桐朋学園大学院大学 |      | 富山県富山市 | 富山キャンパス                  |

| 大学名       | 画像 | 本部所在地         | 備考                                                   |
| ------------ | ---- | ------------------ | ------------------------------------------------------ |
| 金沢医科大学 |      | 石川県河北郡内灘町 | 内灘キャンパス                                         |
| 金沢学院大学 |      | 石川県金沢市       | 金沢キャンパス 白山麓研修センター                      |
| 金沢工業大学 |      | 石川県野々市市     | 扇が丘キャンパス 八束穂キャンパス 東京虎ノ門キャンパス |
| 金沢星稜大学 |      | 石川県金沢市       | 御所キャンパス                                         |
| 金城大学     |      | 石川県白山市       | 笠間キャンパス 松任キャンパス                          |
| 北陸大学     |      | 石川県金沢市       | 太陽が丘キャンパス 薬学キャンパス                      |
| 北陸学院大学 |      | 石川県金沢市       | 金沢キャンパス                                         |

| 大学名       | 画像 | 本部所在地   | 備考                          |
| ------------ | ---- | ------------ | ----------------------------- |
| 仁愛大学     |      | 福井県越前市 | 越前キャンパス                |
| 福井医療大学 |      | 福井県福井市 | 福井キャンパス                |
| 福井工業大学 |      | 福井県福井市 | 福井キャンパス 芦原キャンパス |

| 大学名       | 画像 | 本部所在地                 | 備考                            |
| ------------ | ---- | -------------------------- | ------------------------------- |
| 健康科学大学 |      | 山梨県南都留郡富士河口湖町 | 富士河口湖キャンパス            |
| 昭和大学     |      | 東京都品川区               | 富士吉田キャンパス              |
| 帝京科学大学 |      | 東京都足立区               | 東京西キャンパス 千住キャンパス |
| 身延山大学   |      | 山梨県中巨摩郡身延町       | 身延キャンパス                  |
| 山梨英和大学 |      | 山梨県甲府市               | 甲府キャンパス                  |
| 山梨学院大学 |      | 山梨県甲府市               | 甲府キャンパス                  |

| 大学名         | 画像 | 本部所在地   | 備考                                    |
| -------------- | ---- | ------------ | --------------------------------------- |
| 佐久大学       |      | 長野県佐久市 | 佐久キャンパス                          |
| 清泉女学院大学 |      | 長野県長野市 | 長野上野キャンパス 長野駅東口キャンパス |
| 松本大学       |      | 長野県松本市 | 松本キャンパス                          |
| 松本歯科大学   |      | 長野県塩尻市 | 塩尻キャンパス                          |

| 大学名           | 画像 | 本部所在地     | 備考                                               |
| ---------------- | ---- | -------------- | -------------------------------------------------- |
| 朝日大学         |      | 岐阜県瑞穂市   | 穂積キャンパス 名古屋キャンパス 岐阜市村上記念病院 |
| 岐阜医療科学大学 |      | 岐阜県関市     | 関キャンパス 可児キャンパス（2019年）設置予定      |
| 岐阜協立大学     |      | 岐阜県大垣市   | 大垣キャンパス 西之川キャンパス                    |
| 岐阜聖徳学園大学 |      | 岐阜県岐阜市   | 岐阜キャンパス 羽島キャンパス                      |
| 岐阜女子大学     |      | 岐阜県岐阜市   | 岐阜キャンパス                                     |
| 岐阜保健大学     |      | 岐阜県岐阜市   | 岐阜キャンパス                                     |
| 中京学院大学     |      | 岐阜県中津川市 | 中津川キャンパス 瑞浪キャンパス                    |
| 中部大学         |      | 愛知県春日井市 | 恵那キャンパス                                     |
| 中部学院大学     |      | 岐阜県関市     | 関キャンパス 各務原キャンパス                      |
| 東海学院大学     |      | 岐阜県各務原市 | 各務原キャンパス                                   |

| 大学名                 | 画像 | 本部所在地         | 備考                                                                    |
| ---------------------- | ---- | ------------------ | ----------------------------------------------------------------------- |
| 国際医療福祉大学       |      | 栃木県大田原市     | 熱海キャンパス（国際医療福祉大学熱海病院内）                            |
| 静岡英和学院大学       |      | 静岡県静岡市駿河区 | 静岡キャンパス                                                          |
| 静岡産業大学           |      | 静岡県磐田市       | 磐田キャンパス 藤枝キャンパス                                           |
| 静岡福祉大学           |      | 静岡県焼津市       | 焼津キャンパス 焼津駅サテライトキャンパス                               |
| 静岡理工科大学         |      | 静岡県袋井市       | 豊沢キャンパス                                                          |
| 順天堂大学             |      | 東京都文京区       | 三島キャンパス                                                          |
| 聖隷クリストファー大学 |      | 静岡県浜松市中央区 | 浜松キャンパス                                                          |
| 東海大学               |      | 東京都渋谷区       | 清水キャンパス                                                          |
| 東京女子医科大学       |      | 東京都新宿区       | 掛川キャンパス                                                          |
| 東都大学               |      | 埼玉県深谷市       | 沼津キャンパス                                                          |
| 常葉大学               |      | 静岡県静岡市駿河区 | 静岡瀬名キャンパス 静岡水落キャンパス 静岡草薙キャンパス 浜松キャンパス |
| 日本大学               |      | 東京都千代田区     | 三島キャンパス                                                          |
| 浜松学院大学           |      | 静岡県浜松市中央区 | 布橋キャンパス 住吉キャンパス                                           |
| 光産業創成大学院大学   |      | 静岡県浜松市中央区 | 浜松キャンパス                                                          |
| 放送大学               |      | 千葉県千葉市美浜区 | 浜松サテライトスペース 三島静岡学習センター                             |

| 大学名                 | 画像 | 本部所在地           | 備考                                                                                   |
| ---------------------- | ---- | -------------------- | -------------------------------------------------------------------------------------- |
| 愛知大学               |      | 愛知県名古屋市東区   | 豊橋キャンパス 名古屋キャンパス 車道キャンパス                                         |
| 愛知医科大学           |      | 愛知県長久手市       | 長久手キャンパス 名古屋メディカルクリニック                                            |
| 愛知学院大学           |      | 愛知県日進市         | 日進キャンパス 楠元キャンパス 末盛キャンパス 名城公園キャンパス                        |
| 愛知学泉大学           |      | 愛知県岡崎市         | 岡崎キャンパス 豊田キャンパス                                                          |
| 愛知工科大学           |      | 愛知県蒲郡市         | 蒲郡キャンパス                                                                         |
| 愛知工業大学           |      | 愛知県豊田市         | 八草キャンパス 本山キャンパス 自由ヶ丘キャンパス                                       |
| 愛知産業大学           |      | 愛知県岡崎市         | 原山キャンパス                                                                         |
| 愛知淑徳大学           |      | 愛知県長久手市       | 長久手キャンパス 星ヶ丘キャンパス                                                      |
| 愛知東邦大学           |      | 愛知県名古屋市名東区 | 名古屋キャンパス                                                                       |
| 愛知文教大学           |      | 愛知県小牧市         | 小牧キャンパス                                                                         |
| 愛知みずほ大学         |      | 愛知県名古屋市瑞穂区 | 名古屋キャンパス 豊田キャンパス                                                        |
| 一宮研伸大学           |      | 愛知県一宮市         | 一宮キャンパス                                                                         |
| 桜花学園大学           |      | 愛知県豊明市         | 豊明キャンパス 名古屋キャンパス 豊田キャンパス                                         |
| 岡崎女子大学           |      | 愛知県岡崎市         | 岡崎キャンパス                                                                         |
| 金城学院大学           |      | 愛知県名古屋市守山区 | 大森キャンパス                                                                         |
| 至学館大学             |      | 愛知県大府市         | 大府キャンパス                                                                         |
| 修文大学               |      | 愛知県一宮市         | 一宮キャンパス                                                                         |
| 椙山女学園大学         |      | 愛知県名古屋市千種区 | 星ヶ丘キャンパス 日進キャンパス                                                        |
| 星城大学               |      | 愛知県東海市         | 東海キャンパス 名古屋リハビリテーション学院                                            |
| 大同大学               |      | 愛知県名古屋市南区   | 滝春学舎 白水学舎                                                                      |
| 中京大学               |      | 愛知県名古屋市昭和区 | 名古屋キャンパス 豊田キャンパス                                                        |
| 中部大学               |      | 愛知県春日井市       | 春日井キャンパス 名古屋キャンパス 恵那キャンパス                                       |
| 東海学園大学           |      | 愛知県みよし市       | 三好キャンパス 名古屋キャンパス 栄サテライトキャンパス                                 |
| 同朋大学               |      | 愛知県名古屋市中村区 | 名古屋キャンパス                                                                       |
| 豊田工業大学           |      | 愛知県名古屋市天白区 | 名古屋キャンパス シカゴ校                                                              |
| 豊橋創造大学           |      | 愛知県豊橋市         | 豊橋キャンパス                                                                         |
| 名古屋音楽大学         |      | 愛知県名古屋市中村区 | 名古屋キャンパス                                                                       |
| 名古屋外国語大学       |      | 愛知県日進市         | 日進キャンパス                                                                         |
| 名古屋学院大学         |      | 愛知県名古屋市熱田区 | 名古屋キャンパス 瀬戸キャンパス                                                        |
| 名古屋学芸大学         |      | 愛知県日進市         | 日進キャンパス                                                                         |
| 名古屋経済大学         |      | 愛知県犬山市         | 犬山キャンパス 名古屋サテライトキャンパス                                              |
| 名古屋芸術大学         |      | 愛知県北名古屋市     | 東(師勝)キャンパス 西(徳重)キャンパス                                                  |
| 名古屋産業大学         |      | 愛知県尾張旭市       | 尾張旭キャンパス 名古屋サテライトキャンパス                                            |
| 名古屋商科大学         |      | 愛知県日進市         | 日進キャンパス 名古屋キャンパス 東京丸の内キャンパス 大阪うめきたキャンパス            |
| 名古屋女子大学         |      | 愛知県名古屋市瑞穂区 | 汐路学舎 天白学舎                                                                      |
| 名古屋造形大学         |      | 愛知県小牧市         | 小牧キャンパス                                                                         |
| 名古屋文理大学         |      | 愛知県稲沢市         | 稲沢キャンパス 名古屋キャンパス                                                        |
| 南山大学               |      | 愛知県名古屋市昭和区 | 名古屋キャンパス 瀬戸キャンパス 伊勢海浜センター                                       |
| 日本赤十字豊田看護大学 |      | 愛知県豊田市         | 豊田キャンパス                                                                         |
| 日本福祉大学           |      | 愛知県知多郡美浜町   | 美浜キャンパス 半田キャンパス 名古屋キャンパス 東海キャンパス                          |
| 人間環境大学           |      | 愛知県岡崎市         | 岡崎キャンパス 大府キャンパス                                                          |
| 藤田医科大学           |      | 愛知県豊明市         | 豊明キャンパス 名古屋教育病院 津教育病院 常滑教育病院 岡崎教育病院                     |
| 名城大学               |      | 愛知県名古屋市天白区 | 天白キャンパス 八事キャンパス ナゴヤドーム前キャンパス 日進キャンパス 春日井キャンパス |

### 高等専門学校
新潟県
- 長岡工業高等専門学校

富山県
- 富山高等専門学校

石川県
- 石川工業高等専門学校
- 国際高等専門学校（私立）

福井県
- 福井工業高等専門学校

長野県
- 長野工業高等専門学校

岐阜県
- 岐阜工業高等専門学校

静岡県
- 沼津工業高等専門学校

愛知県
- 豊田工業高等専門学校

## 文化

### 方言
中部地方の方言は、次のように分類される。
- 東海東山方言
  - 越後方言：新潟県越後中部・南部
  - 長野・山梨・静岡方言（ナヤシ方言）：長野県、山梨県国中地域、静岡県
  - 岐阜・愛知方言（ギア方言）：岐阜県、愛知県
- 北陸方言：新潟県佐渡島、富山県、石川県、福井県嶺北
- 東北方言
  - 北奥羽方言：新潟県阿賀野川以北（阿賀北地域）
  - 南奥羽方言：新潟県東蒲原郡
- 西関東方言：山梨県郡内地域
- 近畿方言：福井県嶺南

### 世界遺産

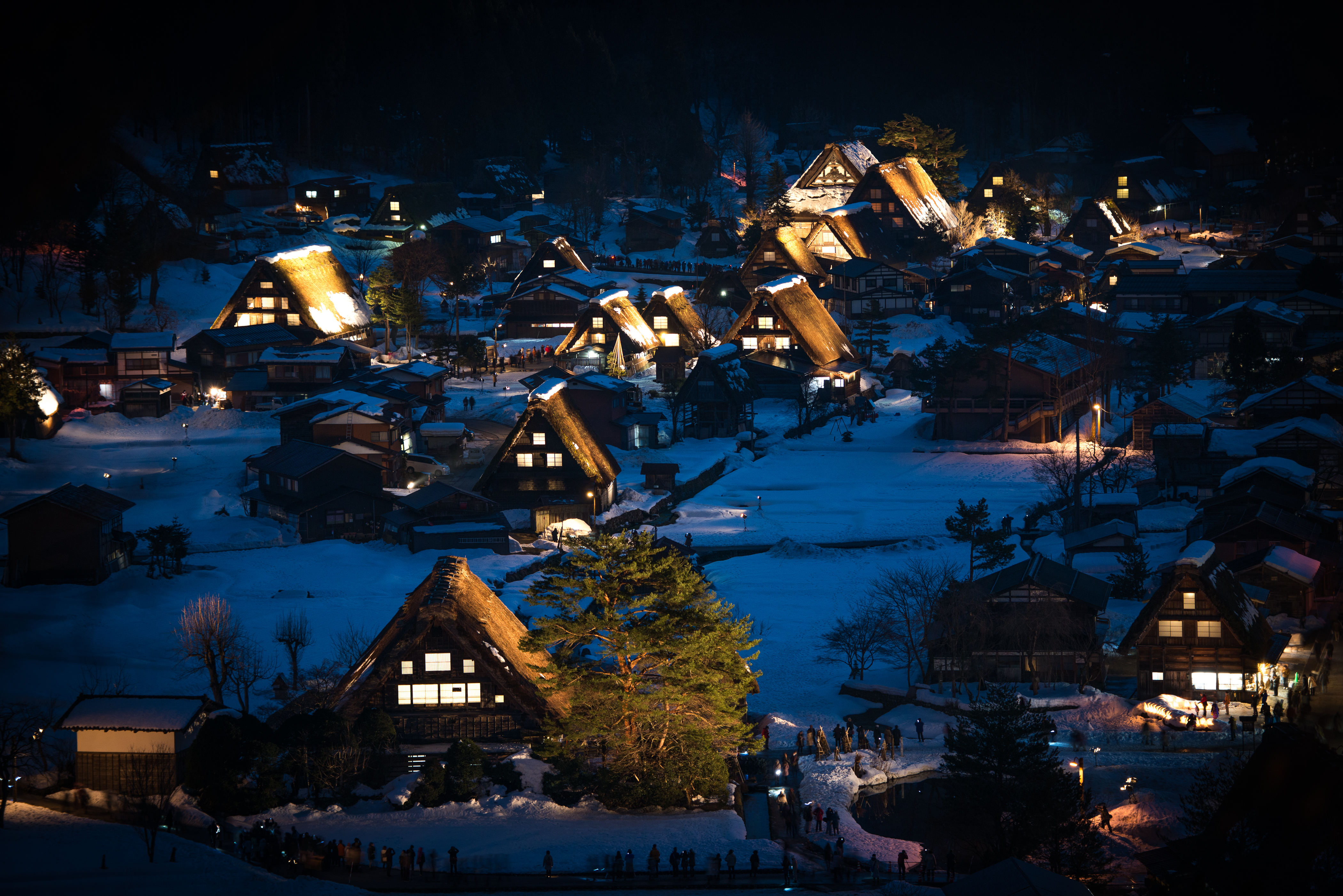
白川郷

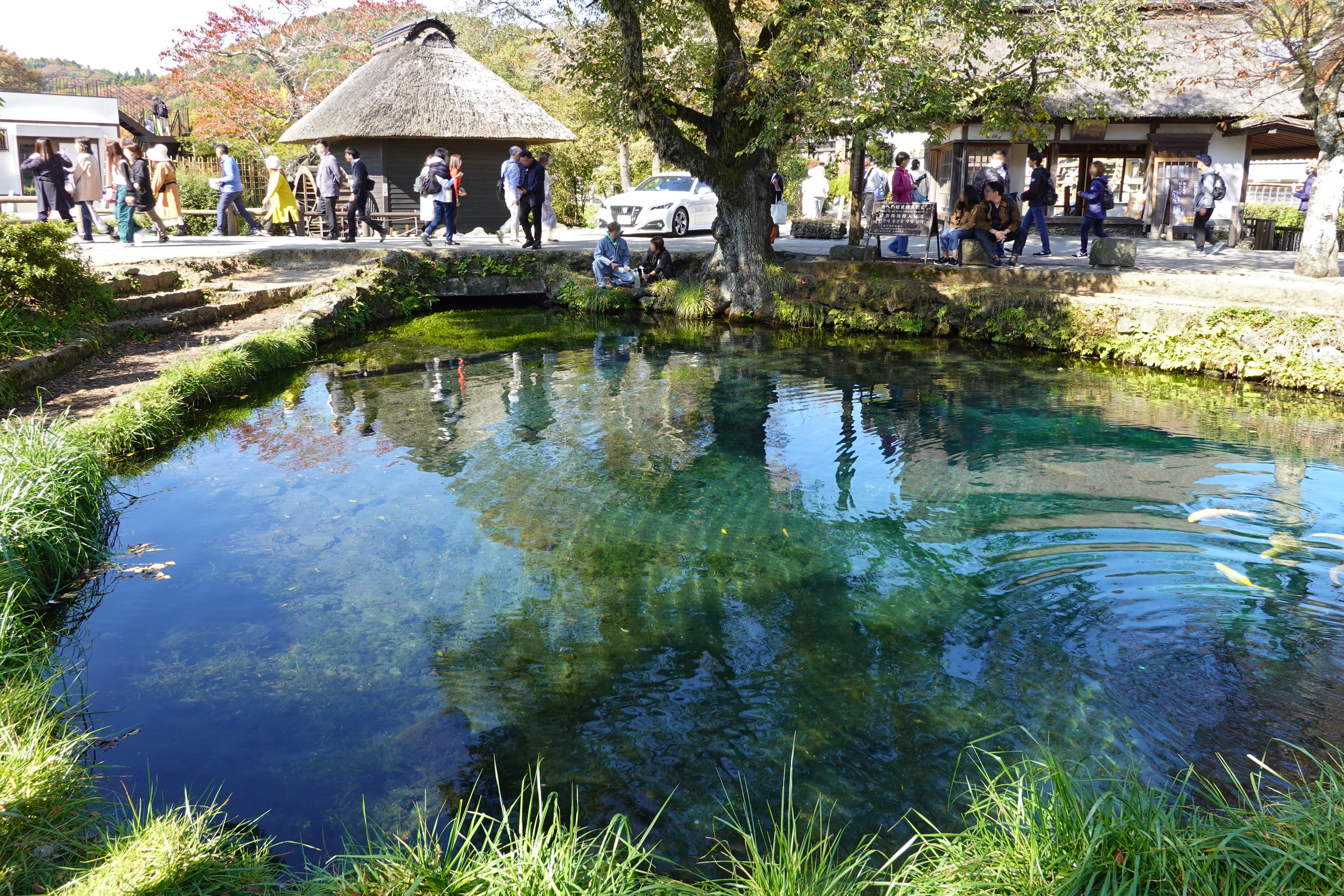
忍野八海

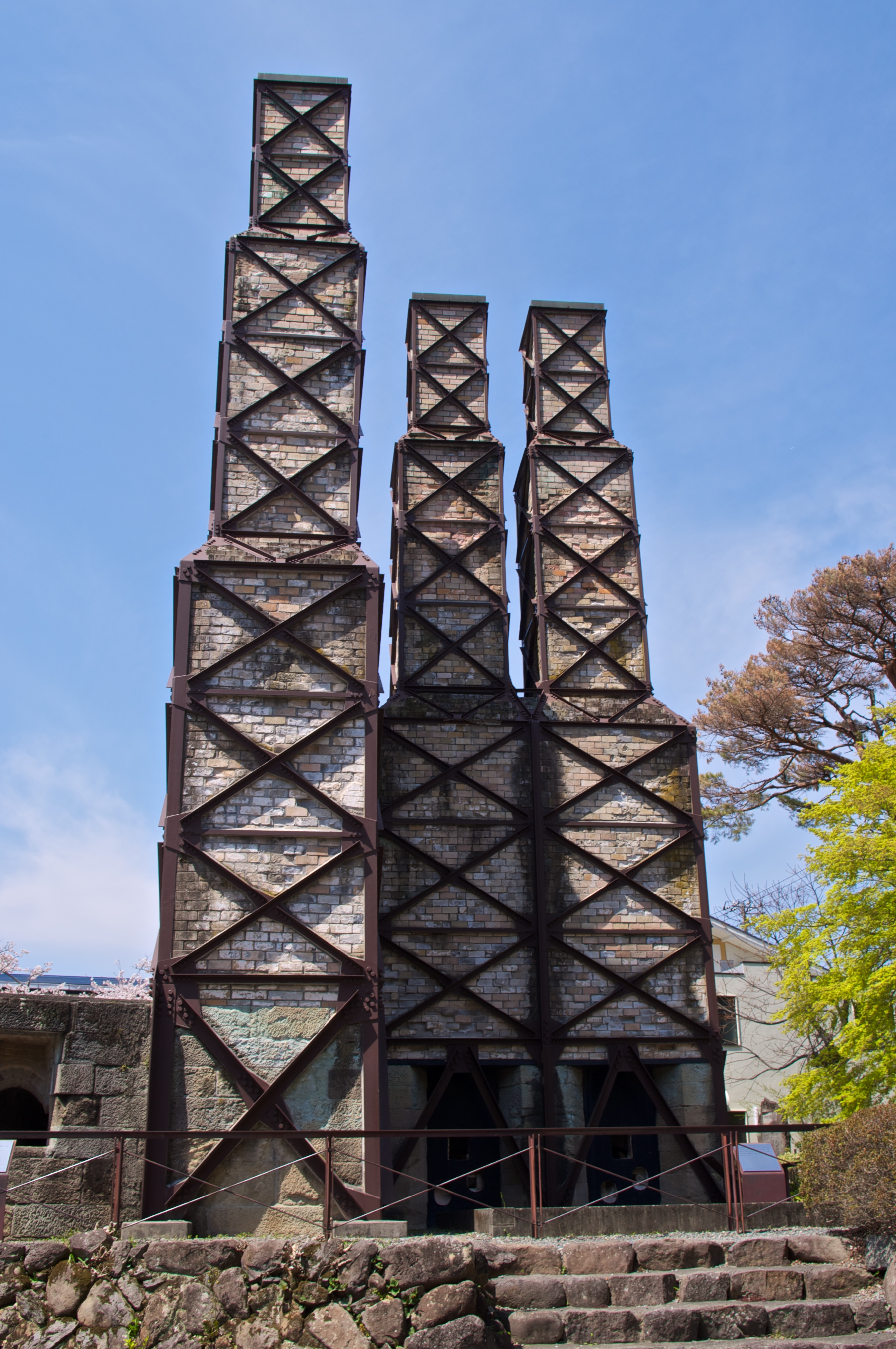
韮山反射炉

白川郷・五箇山の合掌造り集落（岐阜県高山市､大野郡白川村､富山県南砺市）（1995年12月登録）
- 白川郷
  - 荻町集落
- 五箇山
  - 相倉集落
  - 菅沼集落

富士山-信仰の対象と芸術の源泉（静岡県静岡市､富士宮市､御殿場市､裾野市､駿東郡小山町､山梨県富士吉田市､南都留郡富士河口湖町､山中湖村､忍野村､南巨摩郡身延町）（2013年6月登録）
- 富士山地域
  - 山頂の信仰遺跡群
  - 大宮・村山口登山道（現・富士宮口登山道）
  - 山口登山道（現・御殿場口登山道）
  - 須走口登山道
  - 吉田口登山道
  - 北口本宮冨士浅間神社
  - 西湖
  - 精進湖
  - 本栖湖
- 富士山本宮浅間大社
- 山宮浅間神社
- 村山浅間神社
- 須山浅間神社
- 冨士浅間神社（須走浅間神社）
- 河口浅間神社
- 冨士御室浅間神社
- 旧外川家住宅
- 小佐野家住宅
- 山中湖
- 河口湖
- 忍野八海
  - 出口池
  - 御釜池
  - 底抜池
  - 銚子池
  - 湧池
  - 濁池
  - 鏡池
  - 菖蒲池
- 船津胎内樹型
- 吉田胎内樹型
- 人穴富士講遺跡
- 白糸ノ滝
- 三保の松原

明治日本の産業革命遺産 製鉄・製鋼、造船、石炭産業（2015年7月登録）
- 韮山反射炉（静岡県伊豆の国市）

## スポーツ

### 野球
中部地方に本拠地を置くプロ野球チーム
セントラルリーグ
- 中日ドラゴンズ

ウエスタンリーグ
- 中日ドラゴンズ
- 新潟アルビレックス・ベースボール・クラブ
- くふうハヤテベンチャーズ静岡

BCリーグ
- 信濃グランセローズ
- 山梨ファイアーウィンズ

日本海リーグ
- 富山GRNサンダーバーズ
- 石川ミリオンスターズ

### サッカー
中部地方に本拠地を置くJリーグ・WEリーグ・なでしこリーグチーム
J1
- アルビレックス新潟
- 清水エスパルス
- 名古屋グランパスエイト

J2
- ヴァンフォーレ甲府
- カターレ富山
- ジュビロ磐田
- 藤枝MYFC

J3
- AC長野パルセイロ
- 松本山雅FC
- ツエーゲン金沢
- アスルクラロ沼津
- FC岐阜

WEリーグ
- アルビレックス新潟レディース
- AC長野パルセイロ・レディース

なでしこリーグ
- ラブリッジ名古屋
- 静岡SSUボニータ

### バスケットボール
中部地方に本拠地を置くBリーグ・Wリーグチーム
B1
- 三遠ネオフェニックス
- シーホース三河
- ファイティングイーグルス名古屋
- 名古屋ダイヤモンドドルフィンズ

B2
- 富山グラウジーズ
- 福井ブローウィンズ
- 信州ブレイブウォリアーズ
- ベルテックス静岡

B3
- 新潟アルビレックスBB
- 金沢武士団
- 岐阜スゥープス

Wリーグ
- 新潟アルビレックスBBラビッツ
- 山梨クィーンビーズ
- シャンソンVマジック
- トヨタ自動車アンテロープス
- 三菱電機コアラーズ
- デンソーアイリス
- トヨタ紡織サンシャインラビッツ
- アイシン ウィングス

### バレーボール
中部地方に本拠地を置くVリーグチーム
V1
- VC長野トライデンツ
- 東レアローズ
- ジェイテクトSTINGS
- ウルフドッグス名古屋

V2
- 長野GaRons
- 大同特殊鋼レッドスター
- トヨタ自動車サンホークス

V3
- アイシンティルマーレ

### ラグビー
中部地方に本拠地を置くリーグワンチーム
DIVISION 1
- 静岡ブルーレヴズ
- トヨタヴェルブリッツ

DIVISION 3
- 豊田自動織機シャトルズ愛知

### フットサル
中部地方に本拠地を置くFリーグ・女子リーグチーム
F1
- ボアルース長野
- 名古屋オーシャンズ

F2
- ヴィンセドール白山
- アグレミーナ浜松

女子
- 福井丸岡RUCK
- ユニアオレディース

### ソフトボール
中部地方に本拠地を置く日本リーグ・JDリーグチーム
男子リーグ（日本リーグ）
- 東日本リーグ
  - 豊田自動織機ソフトボール部
  - デンソーソフトボール部
  - 日本エコシステムソフトボール部
  - トヨタ自動車ソフトボール部

女子リーグ（JDリーグ）
- 東リーグ
  - 大垣ミナモ
  - NECプラットフォームズレッドファルコンズ
  - デンソーブライトペガサス
- 西リーグ
  - トヨタレッドテリアーズ
  - 豊田自動織機シャイニングベガ
  - 東海理化チェリーブロッサムズ

### ハンドボール
中部地方に本拠地を置くJHLチーム
男子
- 北陸電力ブルーサンダー
- 大同特殊鋼フェニックス
- トヨタ車体ブレイヴキングス
- 豊田合成ブルーファルコン

女子
- アランマーレ富山
- 北國銀行ハニービー
- 飛騨高山ブラックブルズ岐阜
- HC名古屋

### フィールドホッケー
中部地方に本拠地を置くHJLチーム
男子
- 小矢部RED OX
- ヴェルコスタ福井
- 福井工業大学ホッケー部
- 山梨学院OCTOBER EAGLES
- 岐阜朝日ブルーデビルズ
- 名古屋フラーテル

女子
- ソニーHCブラビアレディース
- 山梨学院CROWNING GLORIES
- 東海学院大学ホッケー部

### アメリカンフットボール
中部地方に本拠地を置くXリーグチーム
- 名古屋サイクロンズ
- 愛知ゴールデンウイングス
- キリックス豊田ブルファイターズ

### 卓球
中部地方に本拠地を置くTリーグチーム
- TOP名古屋

### サイクルロードレース
中部地方に本拠地を置くJCLチーム
- レバンテフジ静岡

### バドミントン
中部地方に本拠地を置くS/Jリーグチーム
男子
- S
  - トナミ運輸バドミントン部
  - 金沢学院クラブ
- J
  - ジェイテクトバドミントン部
  - 東海興業バドミントン部

女子
- S
  - アメリカンベイヴ岐阜